# Gifhorn
Gifhorn (Aussprache: [ˈɡɪfhɔʁn]) ist die Kreisstadt des gleichnamigen Landkreises im Osten des Landes Niedersachsen und eine selbständige Gemeinde. Mit etwa 43.000 Einwohnern bildet Gifhorn eines der Mittelzentren des Landes und ist Teil der Metropolregion Hannover-Braunschweig-Göttingen-Wolfsburg.

## Geografie

### Geografische Lage
Die Stadt liegt zwischen Hannover, Braunschweig und Wolfsburg, rund 20 Kilometer nördlich von Braunschweig und dem Autobahnkreuz Braunschweig-Nord (A 2/A 391) und etwa 15 Kilometer westlich von Wolfsburg. Die Stadt befindet sich am Kreuzungspunkt der Bundesstraßen 4 (Nord-Süd-Richtung) und 188 (Ost-West-Richtung). Ferner kreuzen sich hier die Bahnstrecken Braunschweig–Wieren und Hannover–Wolfsburg am Rande der Lüneburger Heide. Im Stadtgebiet mündet die Ise in die Aller.

### Geologie
In Gifhorn gibt es nördlich der Aller und westlich der Ise einen Höhenrücken, der als Eiszeitmoräne (Grund-/Endmoränen des Drenthe-Stadiums der Saale-Kaltzeit) entstand. Das gilt für den Weinberg und im weiteren Verlauf bis zur Ortschaft Wilsche das Hohe Feld. Der Laubberg, der Katzenberg und andere markante Erhebungen südlich der Aller sind dagegen Dünen, die erst am Ende der letzten Eiszeit (Weichsel-Kaltzeit) bzw. zu Beginn des Holozän aufgeweht wurden. Im Aller-Urstromtal herrschen ansonsten weichselzeitliche fluviatile, das heißt Flussablagerungen vor, häufig von Flugsand überdeckt. Im August 2014 wurde auf einer Baustelle im Stadtgebiet ein Findling entdeckt, der am Iseufer aufgestellt worden ist.

### Nachbargemeinden
Folgende Gemeinden grenzen an die Stadt Gifhorn. Sie werden im Uhrzeigersinn beginnend im Norden genannt (alle im Landkreis Gifhorn):
Wagenhoff, Wesendorf, Wahrenholz, Sassenburg, Calberlah, Isenbüttel, Ribbesbüttel, Leiferde, Müden (Aller) und Ummern.

### Stadtgliederung
Die Stadt Gifhorn ist eine Einheitsgemeinde und besteht aus der Kernstadt mit ihrer historischen Altstadt sowie den Ortschaften Gamsen, Kästorf, Neubokel, Wilsche und Winkel. Diese nach Gifhorn eingemeindeten ehemaligen Gemeinden gehen alle auf ursprüngliche Dörfer zurück, was heute noch teilweise deren Aussehen prägt. Wilsche und Neubokel sind noch heute durch Wälder und Wiesen klar von der übrigen Stadt räumlich getrennt.

### Namensgebung
Zwischen den in der Saale-Eiszeit um Gifhorn entstandenen Moränen, dem sich in nördlicher Richtung ausdehnenden großen Moorgebiet und dem schwer passierbaren Aller-Urstromtal bot der Mündungswinkel von Aller und Ise eine der wenigen geeigneten trockenen Stellen für eine Siedlung und für einen Flussübergang.
Der Name könnte daher nach Wortdeutungen aus überlieferten Dokumenten und Ortsnamen (gerade im nördlichen niedersächsischen Raum) von Giffel, Gaffel, Gabel und Horn (gleichbedeutend mit „Erhöhung, die ins Wasser hineinragt“) abgeleitet sein. So auch deutet es der Duden Geographische Namen in Deutschland: „Der Name 1429 Ghifhorn, 1265 Gifhorn, 1213 [tom] Gefhorne ist ursprünglich eine Stellenbezeichnung, die die Spornlage der Siedlung im Winkel zwischen Aller und Ise kennzeichnet (zu mnd. horn in der Bedeutung „Spitze, keilförmiges Landstück“). Das erste Glied Gef-, Gif- ist unerklärt.“ Der Wortteil Gif könnte nach Grimms Deutsches Wörterbuch von einer Gabelung (Gaffel, Giffel) der Ise kurz vor der Mündung in die Aller herrühren, dem vermuteten Siedlungskern.

## Geschichte

### Mittelalter
Gifhorn wurde erstmals 1196 im Güterverzeichnis des Braunschweiger Stifts St. Cyriakus erwähnt. Dass der Siedlungsplatz viel älter ist, beweist die Jahresringdatierung mindestens auf das Jahr 896 eines im November 2014 auf einer Baustelle gefundenen mit Holzbohlen gesicherten Brunnens. Ursprünglich war Gifhorn beschränkt auf eine kleine Siedlung im großflächig versumpften und schwer passierbaren Aller-Urstromtal (Barnbruch). Der Mündungswinkel von Aller und Ise war eine der wenigen Stellen, an denen dieses natürliche Hindernis überwunden werden konnte. Kurz vor dem Zusammenfluss mit der Aller teilte sich die Ise und bildete einen kleinen Werder. Entlang dieser trockenen Erhöhung vermutet man die erste Ansiedlung.
Der Ausbau des Brückenortes war durch mehrere Faktoren begünstigt. Zum einen besaß er eine geographisch günstige Schutzlage, zum anderen eine gute Verkehrslage am Schnittpunkt zweier bedeutender mittelalterlicher Handelswege: Hier kreuzten sich in Nord-Süd-Richtung die südliche Verlängerung der Alten Salzstraße von Lüneburg nach Braunschweig und in Ost-West-Richtung die Kornstraße von Magdeburg nach Celle. Gegen die von Osten her drängenden sorbischen Stämme (siehe auch Wenden, Wendland) befestigte man Gifhorn mit einer Schutzburg, um die am Iseübergang entstandene einnahmeträchtige Zollstätte zu sichern.
Die Welfenherzöge ließen später eine Vogtei, eine Wassermühle (erstmals 1213 urkundlich erwähnt) und einen Wirtschaftshof anbauen. Dieser gesicherte und wirtschaftlich bedeutsame Knotenpunkt zog viele Bauern, Handwerker und Kaufleute an. Auch die Post mit ihren Postkutschen richtete hier für die Mitreisenden eine Haltestation ein (heute Deutsches Haus). Zudem entstanden zahlreiche Gaststätten und Stallungen, in denen die Fuhrleute ihre Pferde ausspannten, aber auch bei gelegentlichem Hochwasser mehrere Tage ausharrten. Das Marktrecht wurde dem Ort bereits 1275 durch Herzog Johann I. von Lüneburg verliehen.
Infolge der strategisch wichtigen Lage wurde Gifhorn befestigt und 1332 als „opidum“ (befestigter Ort) urkundlich erwähnt. 1364 wurde erwähnt, dass Gifhorn die Weichbildrechte („wicbelde“) erhalten hatte. Dies war etwa gleichbedeutend mit der Verleihung von Stadtrechten. Allerdings durften die Gifhorner keine Stadtmauer errichten. 1428 gingen Schloss und Siedlung bei der Teilung des Welfenhauses an das Fürstentum Lüneburg über.
Während der Hansezeit entstanden viele Handwerksbetriebe: Die bereits ansässigen Ackerbürger, Müller, Bäcker, Fischer, Metzger, Schuster, Schneider und Schmiede wurden ergänzt durch Weber, Bleicher, Färber, Böttcher, Töpfer, Gerber, Sattler, Seiler, Hutmacher und Bierbrauer. Die wirtschaftliche Blütezeit gipfelte 1275 in der Verleihung des Marktrechtes.

### Renaissance

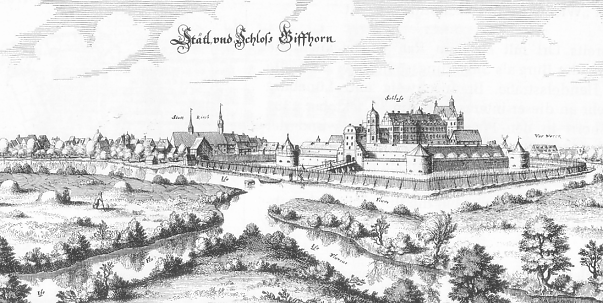
Merian-Kupferstich von Gifhorn 1654, rechts das schwer befestigte Schloss Gifhorn

Verheerende Kriege und Großbrände fügten dem Ort immer wieder schwere Schäden zu, insbesondere die Hildesheimer Stiftsfehde von 1519 bis 1523, bei der auch die Orte in der näheren Umgebung fast vollständig vernichtet wurden. Der Wiederaufbau wurde gekrönt mit der Neuerrichtung von Schloss Gifhorn im Stil der Weserrenaissance. Bauherren des erst 1581 fertiggestellten Schlosses waren die protestantischen Herzöge Ernst der Bekenner von Braunschweig-Lüneburg und sein Bruder Herzog Franz aus Celle. Es entstand eine äußerst wehrhafte Schlossanlage, die an den vier Ecken über Bastionen verfügte und von Festungswällen umgeben war. Die Kapelle im Gifhorner Schloss, 1547 eingeweiht, ist der älteste protestantische Sakralbau Norddeutschlands. Heute beherbergt sie das Gemälde Der ungläubige Thomas von Johannes Grützke. Als privates Wohnhaus für den höchsten Schlossbeamten Caspar von Leipzig entstand 1546 etwas abgesetzt in der Stadt das Kavaliershaus, im Renaissance-Stil mit einer prächtigen Steinfassade erbaut.
Von 1539 bis 1549 war Gifhorn unter Herzog Franz Residenzstadt des Herzogtums Gifhorn, welches dieser als Abfindung für seinen Regierungsverzicht im Fürstentum Lüneburg erhielt. Am 6. Dezember 1544 erließ der Herzog für Gifhorn eine „Reformatio und Ordnung“, mit der für Jahrhunderte die Grundlage für die Durchführung von Bürgermeisterwahl und Stadtverwaltung gelegt wurde. Da Herzog Franz 1549 ohne männliche Nachkommen verstarb, fiel das Herzogtum nach nur zehn Jahren wieder an das Fürstentum Lüneburg in Celle zurück. Das Schloss diente fortan als Jagdresidenz von Fürsten und Herzögen aus der Umgebung oder als Wohnung für einen Amtmann. Die Befestigungsanlagen des Schlosses wurden ab 1781 beseitigt, da sie den wehrtechnischen Anforderungen dieser Zeit nicht mehr genügten.
Aus der Zeit des Neuaufbaus sind zahlreiche Fachwerkhäuser bis heute erhalten. Bemerkenswerte Bauten sind das Alte Rathaus von 1562 (heute Ratsweinkeller mit Bücherei) und das Höfersche Haus von 1570.

### Neuzeit

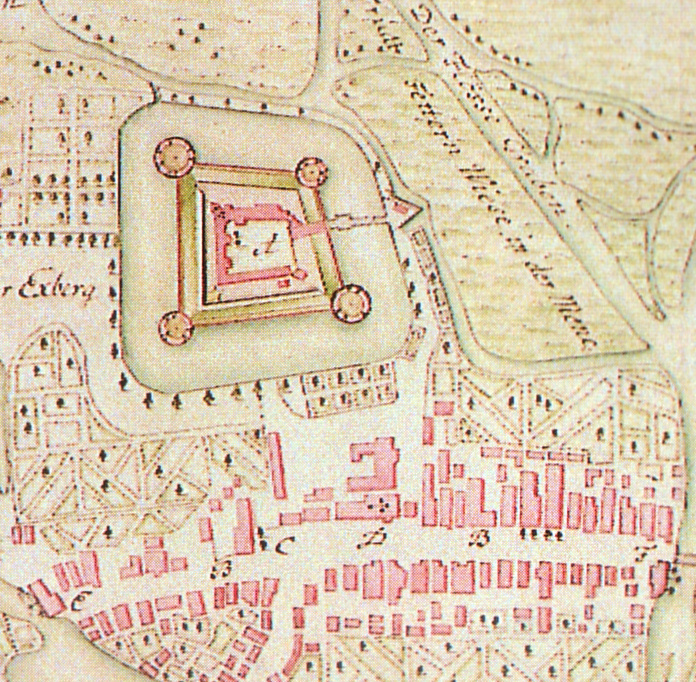
Lage der Stadt mit Schloss Gifhorn im 18. Jahrhundert

Während des Dreißigjährigen und Siebenjährigen Krieges und der Napoleonischen Feldzüge wurden die alten Handelswege nun auch zu Heerstraßen. Während der Truppendurchmärsche kam es immer wieder zu großen Schäden und Plünderungen. Hinzu kamen zwei große Flächenbrände 1669 im Süden und 1725 im Norden. Nach drei weiteren Bränden von 1872, 1876 und 1891 kam es zur baulichen Auflockerung des Stadtbildes. Wegen der räumlichen Enge wurden viele abgebrannte Häuser nicht wieder an der gleichen Stelle aufgebaut.
Von 1734 bis 1744 wurde die Sankt-Nicolai-Kirche errichtet. Planung und Bauleitung lagen in der Hand des Baumeisters Gerhard Justus Arenhold. Der Barockbau befindet sich in unmittelbarer Nähe zum Kavaliershaus und Alten Rathaus.
Nach dem Schleifen der Befestigungsanlagen des Schlosses um 1780 verloren auch die umliegenden Schutzwälle an Bedeutung. So kam es zur allmählichen Erweiterung des Stadtgebietes besonders ab 1845 nach Beseitigung der beiden Stadttore.

### Industriezeitalter

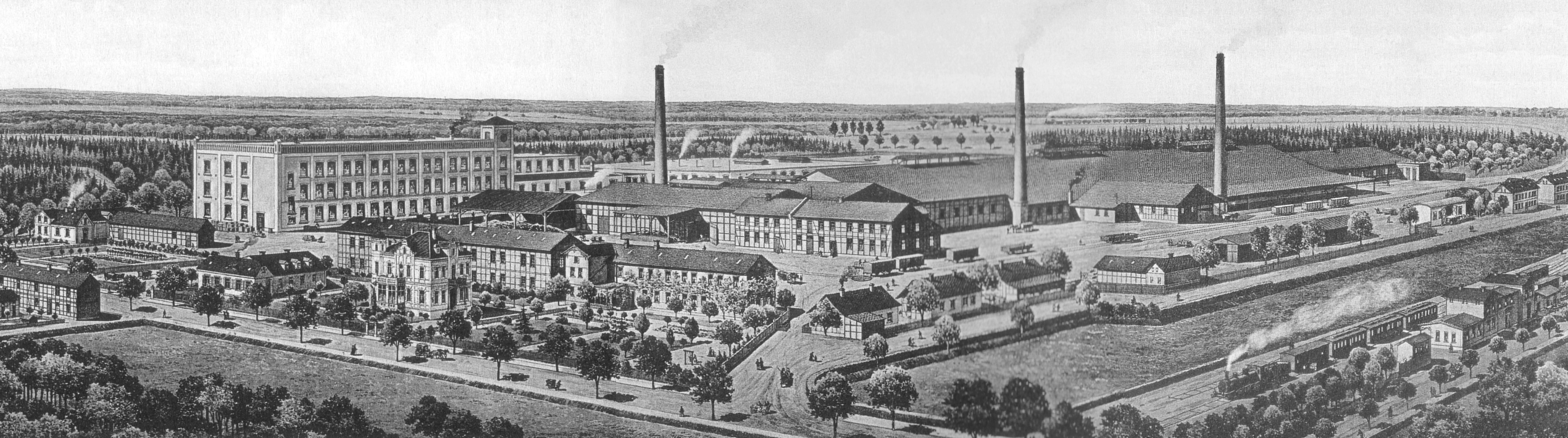
Glashütte Gifhorn um 1900

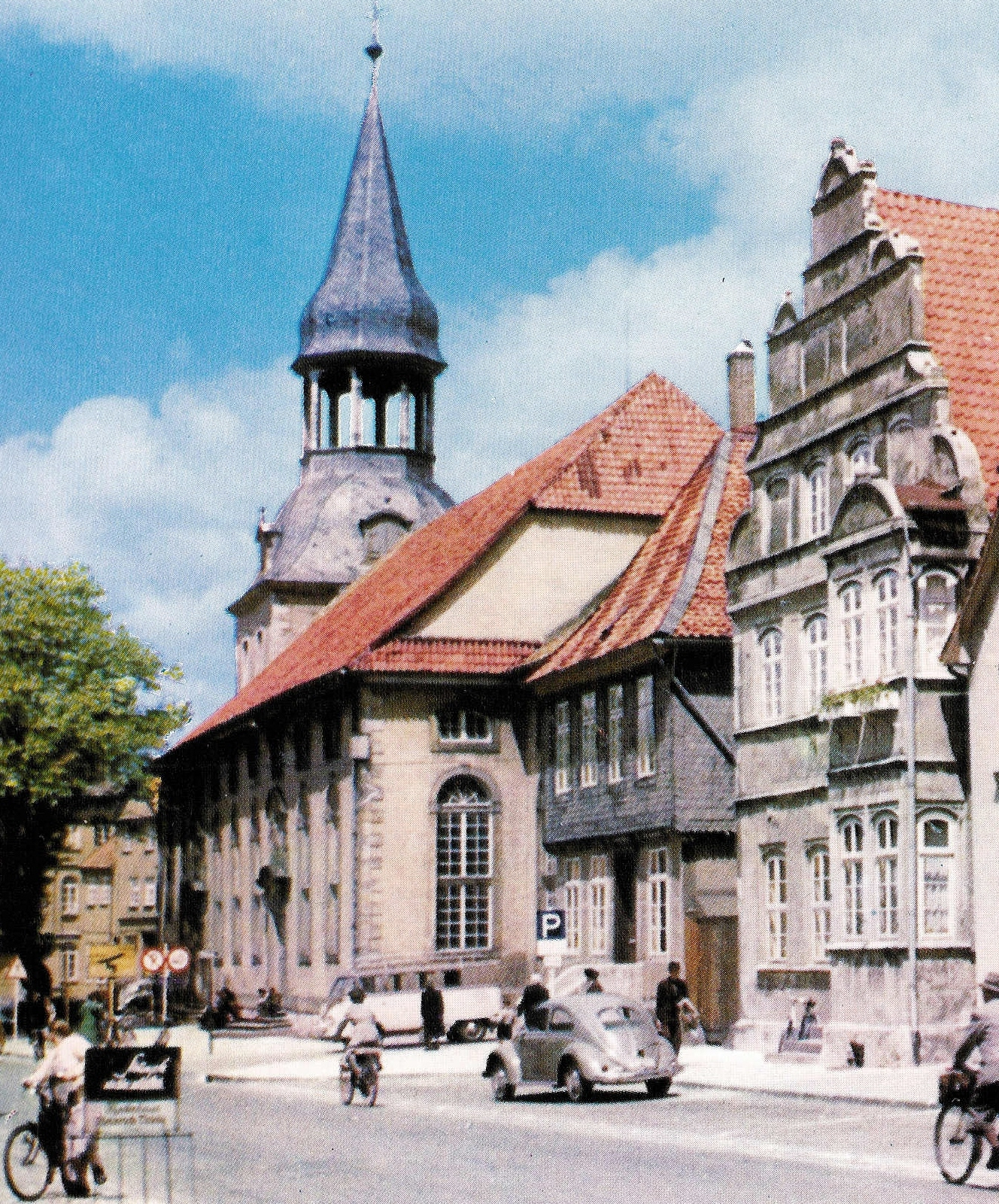
Nicolai-Kirche (links), Langer Jammer (Fachwerkhaus, Mitte), Kavaliershaus (rechts) Anfang 1950er Jahre

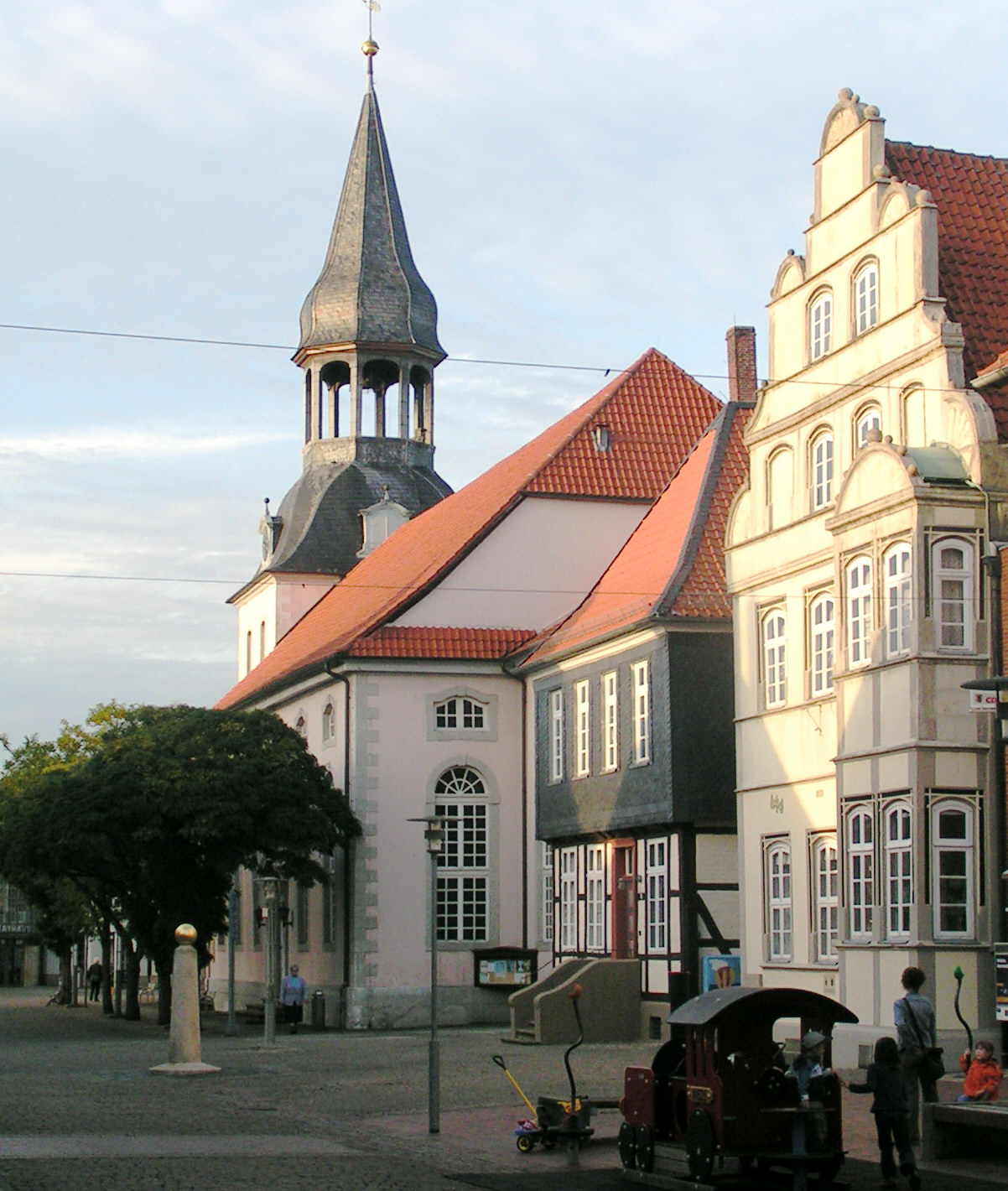
Dieselbe Szene im Jahr 2006

Die Industrialisierung Gifhorns begann mit der großflächigen Torfgewinnung aus den umliegenden Moorgebieten, wie dem Großen Moor. Der Rohstoff wurde in der Torfpressfabrik verarbeitet und lieferte zunächst die Energie für eine mechanische Wollspinnerei, zwei Zichorienfabriken und eine Ziegelei, die sich aber nicht lange hielten.
Wirtschaftlich bedeutsam wurden nur die Glashütte Gifhorn (ab 1873) und eine Konservenfabrik (ab 1890), die erst 1960 bzw. 1973 ihre Produktion einstellten. Sie profitierten von der Vollendung des Bahnbaus um 1890.
1852 erhielt Gifhorn das Stadtrecht. 1924 wurde das Rathaus in die Ortsmitte verlegt. 1930 wurde mit dem evangelischen Kindergarten „Bleiche“ der erste Kindergarten Gifhorns gegründet. 1941 starben 122 Menschen beim Eisenbahnunfall von Gifhorn im damaligen Bahnhof Isenbüttel-Gifhorn. Am 11. April 1945 nahmen kurz vor Ende des Zweiten Weltkriegs amerikanische Truppen Gifhorn ein, am 28. Mai 1945 übernahm die britische Besatzungsmacht die Stadt.
Nach dem Zweiten Weltkrieg kam es über die nahe Grenze zu einer großen Zuwanderung von Flüchtlingen und Vertriebenen aus den ehemaligen Ostgebieten und der sowjetischen Besatzungszone. Die größten Arbeitgeber waren damals die seit 1951 ortsansässige Maschinen- und Armaturenfabrik Alfred Teves (mittlerweile der Continental AG zugehörend) und das für Pendler nah gelegene Volkswagenwerk in Wolfsburg. Darüber hinaus gelang es, weitere Betriebe in neuen Gewerbegebieten anzusiedeln. Bereits 1959 zogen einige Staffeln des Bundesgrenzschutzes (BGS) in das Zonenrandgebiet, es entstand am Nordwestrand der Kernstadt die BGS-Siedlung. Seit den 1960er Jahren zogen Arbeitskräfte aus südeuropäischen Ländern mit ihren Familien in das Wolfsburger Umland und damit auch nach Gifhorn. Es kam dabei zu national getrennten Siedlungsschwerpunkten: Während Wolfsburg von Italienern dominiert wurde, bildeten in Gifhorn damals die Griechen die mit Abstand stärkste ausländische Bevölkerungsgruppe. Noch heute gibt es im Gifhorner Raum – inzwischen in der dritten Generation – eine ungewöhnlich starke griechische Gemeinde mit eigenen kulturellen und kirchlichen Aktivitäten.
Gifhorn behielt 1974 den Sitz des gleichnamigen Landkreises, nachdem zunächst eine Auflösung dieses Landkreises und Vereinigung mit dem Landkreis Peine und Verlegung des Kreissitzes nach Peine geplant gewesen war, die Einwohner beider Landkreise sich aber dagegen erfolgreich gewehrt hatten. Im Zuge der Gebietsreform wurde Gifhorn vom Regierungsbezirk Lüneburg in den Regierungsbezirk Braunschweig umgegliedert. Die Industrie wehrte sich gegen eine ähnliche Umgliederung erfolgreich vor Gericht, so dass Gifhorn heute nicht zur IHK Braunschweig, sondern unverändert zur Industrie- und Handelskammer Lüneburg-Wolfsburg gehört. Auch ist die Stadt Gifhorn weiterhin mit einer Stimme in der 2. Kurie der Landschaft des vormaligen Fürstentums Lüneburg vertreten und gehört der Landkreis Gifhorn weiterhin zum Lüneburgischen Landschaftsverband.
Am 29. November 1984 wurde am Marktplatz das neue Rathausgebäude eingeweiht. Das vorherige Bauwerk wurde zum Haus des Handwerks.
Nach der deutschen Wiedervereinigung und den politischen Umbrüchen in den damaligen Ostblockstaaten zogen in den 1990er Jahren viele Russlanddeutsche aus der ehemaligen Sowjetunion in die Stadt. Sie stellen gegenwärtig etwa ein Zehntel der Gifhorner Bevölkerung.

### Eingemeindungen
Mit dem Gesetz zur Neugliederung der Gemeinden im Raum Gifhorn vom 27. November 1973 wurden am 1. März 1974 die Gemeinden Gamsen, Kästorf, Neubokel, Wilsche und Winkel sowie Gebietsteile der Gemeinden Isenbüttel, Leiferde, Ribbesbüttel und Vollbüttel eingegliedert. Dadurch wuchs die Einwohnerzahl um etwa 4000, die Fläche des Stadtgebiets verdreifachte sich.

### Einwohnerentwicklung

Bevölkerungsentwicklung von Gifhorn von 1821 bis 2017 nach nebenstehender Tabelle

| Jahr | Einwohner |
| ---- | --------- |
| 1821 | 1.608     |
| 1848 | 2.410     |
| 1871 | 2.816     |
| 1905 | 3.857     |
| 1925 | 4.452     |
| 1939 | 5.673     |
| 1946 | 8.800     |
| 1950 | 10.283 a  |
| 1956 | 14.500    |
| 1961 | 17.677    |
| 1965 | 21.100    |
| 1969 | 23.001    |
| 1970 | 22.912    |
| 1974 | 26.500 b  |
| 1984 | 34.357    |
| 1989 | 37.196    |
| 1990 | 38.884    |
| 1991 | 40.090    |

| Jahr | Einwohner |
| ---- | --------- |
| 1992 | 41.444    |
| 1995 | 43.736    |
| 1998 | 43.291    |
| 1999 | 43.034    |
| 2000 | 42.943    |
| 2001 | 42.740    |
| 2002 | 42.689    |
| 2003 | 42.834    |
| 2004 | 42.634    |
| 2005 | 42.945    |
| 2007 | 41.905    |
| 2009 | 41.616    |
| 2011 | 41.183    |
| 2013 | 41.518    |
| 2014 | 41.617    |
| 2016 | 42.019    |
| 2017 | 42.128    |
| 2020 | 42.939    |

## Politik

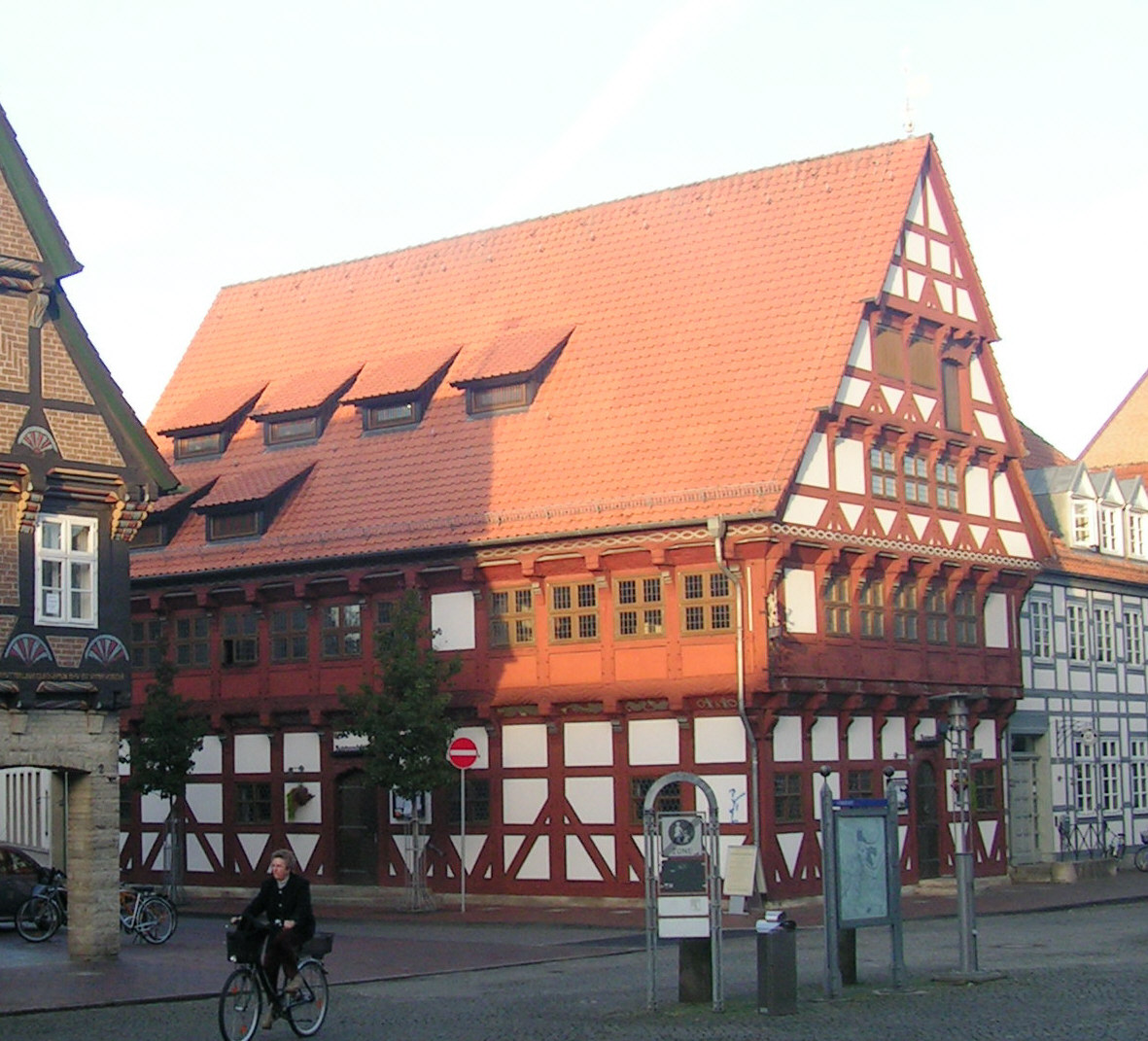
Altes Rathaus (1562–1924), links das Höfersche Haus

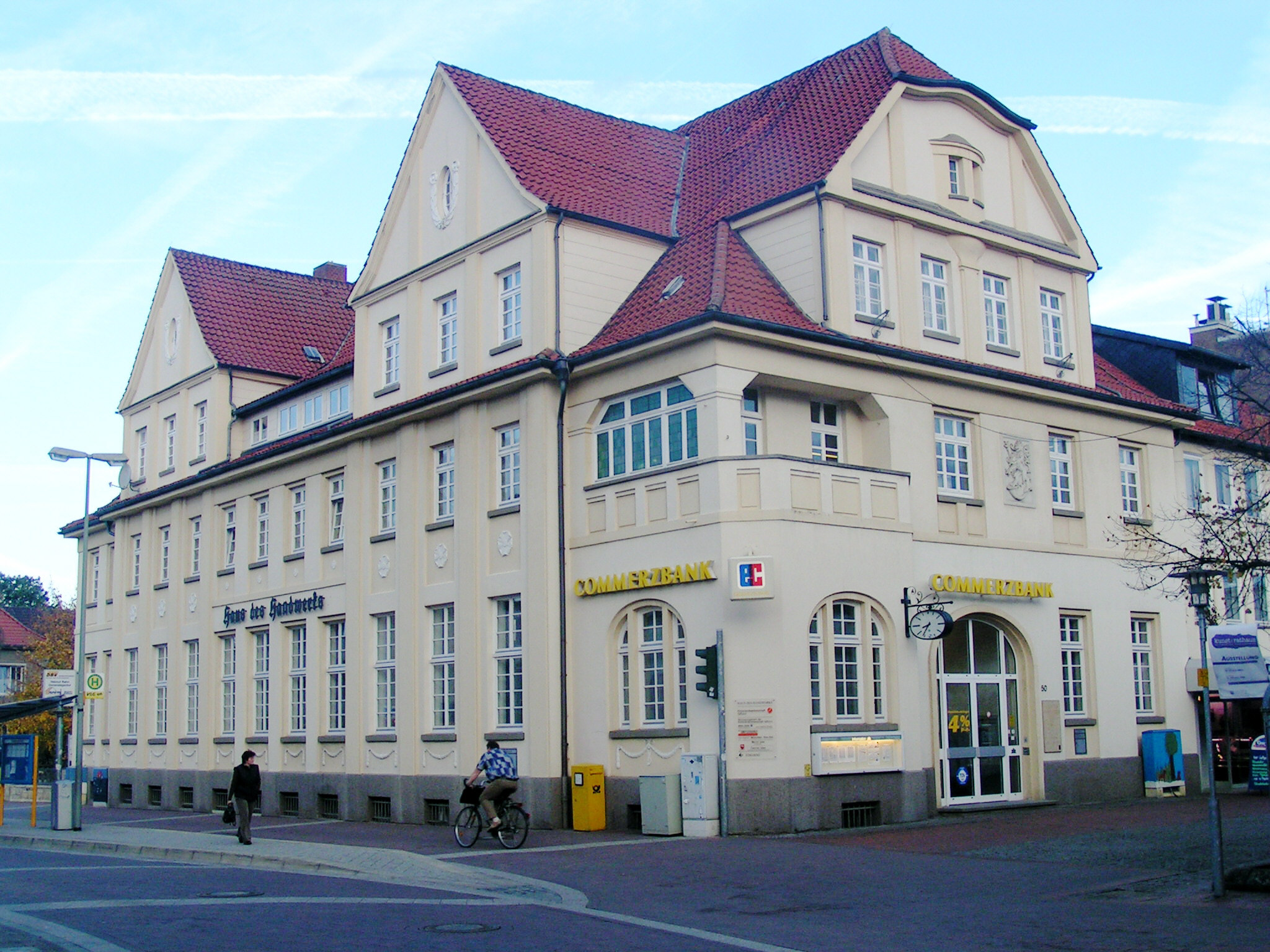
Ehemaliges Rathaus (1924–1984), heute Haus des Handwerks

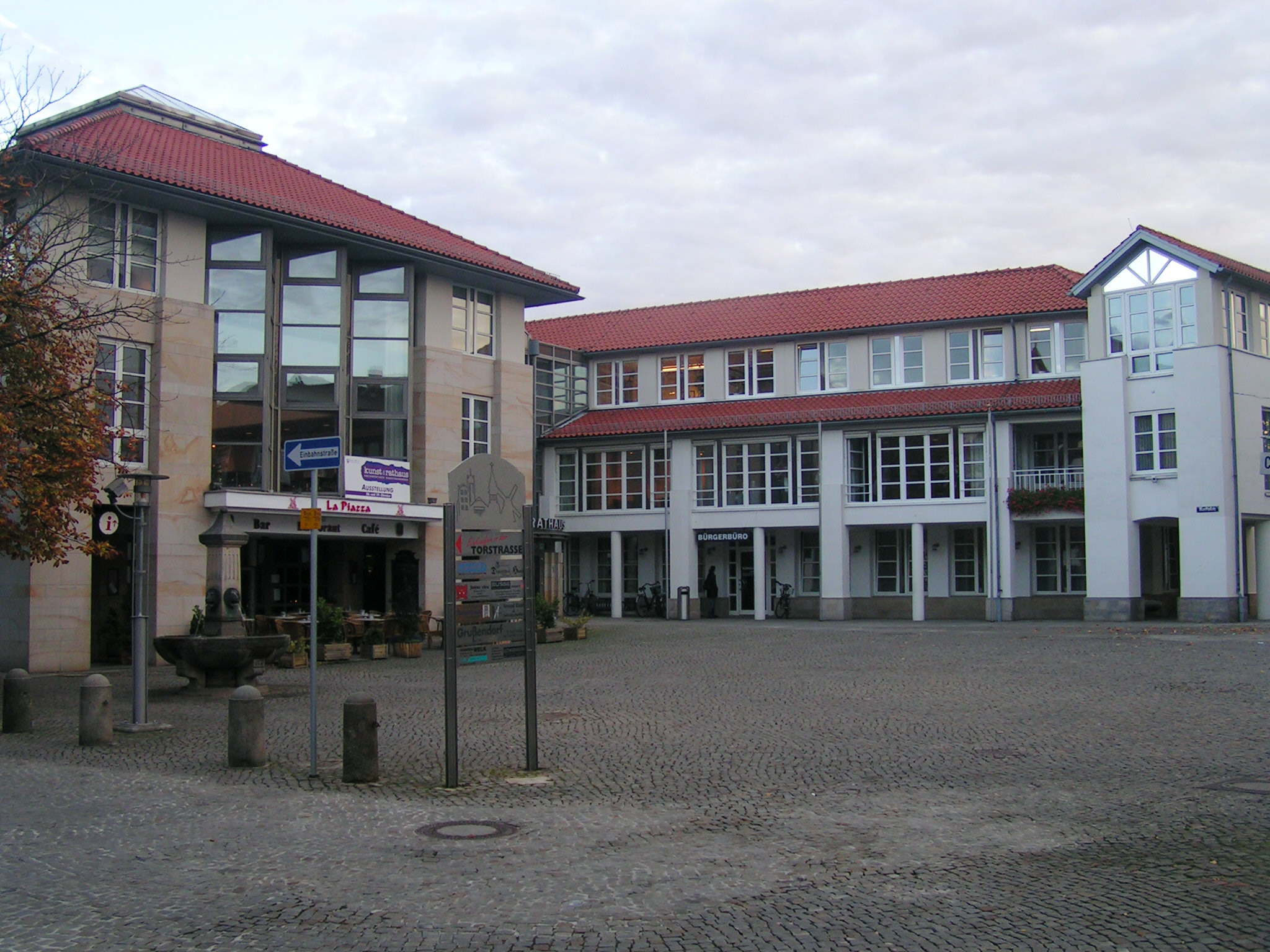
Neues Rathaus (seit 1984)

### Rat
Der Rat der Stadt Gifhorn bestand bis 2016 aus 34 Ratsfrauen und Ratsherren, seither 40. Die festgelegte Anzahl für eine Stadt mit einer Einwohnerzahl zwischen 40.001 und 50.000 Einwohnern beträgt normalerweise 40 Ratsmitglieder. Auf Beschluss des Rates wurde diese Zahl um sechs Ratsmitglieder reduziert. Die Ratsmitglieder werden durch eine Kommunalwahl für jeweils fünf Jahre gewählt. Die laufende Amtszeit begann am 1. November 2021 und endet am 31. Oktober 2026.
Stimmberechtigt im Rat ist außerdem der hauptamtliche Bürgermeister Matthias Nerlich (CDU).
Die letzte Kommunalwahl am 12. September 2021 ergab das folgende Ergebnis (Veränderungen zur Kommunalwahl am 11. September 2016):
- CDU: 12 Sitze (− 3)
- SPD: 11 Sitze (+ 1)[16]
- Bündnis 90/Die Grünen: 6 Sitze (+ 1)
- AfD: 4 Sitze (± 0)[17]
- ULG: 2 Sitze (− 1)
- FDP: 2 Sitze (± 0)
- Die Linke: 1 Sitz (± 0)[16]
- Die PARTEI: 1 Sitz (+ 1)
- ödp: 1 Sitz (+ 1)[16]

### Bürgermeister
Hauptamtlicher Bürgermeister der Stadt Gifhorn ist Matthias Nerlich (CDU). Bei der letzten Bürgermeisterwahl am 11. September 2011 wurde er mit 50,1 % der Stimmen gewählt. Die Wahlbeteiligung lag bei 50,1 %. Nerlich trat sein Amt am 1. November 2011 an.
Bisherige Bürgermeister
- um 1564: Ludicke Albers[19]
- um 1566: Marten Koch[19]
- um 1580: Matthias Otten[19]
- um 1588: zweiter Bürgermeister Steffen Suerborg[19]
- um 1595: Hermann Holland[19]
- 1614–1634: Heinrich Evers[19]
- 1643–1658: Franz Hardeßen[19]
- 1658–1659: Johann Kogel[19]
- 1659–1665: Hermann Bohlen[19]
- 1665–1695: Christian Koch[19]
- 1695–1708: Wilhelm Meyer[19]
- 1708–1725: Johann Christian Koch[19]
- 1725–1729: Balthasar Rühling[19]
- 1729–1739: Heinrich Otto Schulze[19]
- 1739–1765: Johann Caspar Beck[19]
- 1765–1788: Johann Christian Lüttge[19]
- 1789–1794: Heinrich Jakob Assau[19]
- 1795–1805: Heinrich Wilhelm Jelpke[19]
- 1805–1816: Johann Jakob Mohrmann[19]
- 1816–1830: Carl Friedrich Herbst[19]
- 1830–1849: Johann Wilhelm Hammer[19]
- 1849–1852: Amtsassessor Gustav von Quistorp[19]
- 1852–1854: E. Hantelmann[19]
- 1854–1864: Oscar Gülich[19]
- 1864–1874: Burghardt von Bülow[19]
- 1874–1879: Falcke[19]
- 1879–1882: Raschick[19]
- 1883–1885: Thieler[19]
- 1885–1913: Ewald Müller[19]
- 1. Oktober 1913–1. Oktober 1915: Richard Bodemann (gefallen)[19]
- 1. Juli 1916–30. April 1925: Georg Rudolf Grosse[19]
- 22. April 1925–15. Oktober 1925: (komm.) Regierungsreferendar Lümkemann[19]
- 15. Oktober 1925–4. November 1946: Ludwig Kratz[19]
- 23. September 1946–16. Dezember 1948: Gustav Schwannecke[19]
- 16. Dezember 1948–17. Dezember 1951: Henry Scharpenberg[19]
- 17. Dezember 1951–1. Dezember 1952: Arnold Scheuring[19]
- 1. Dezember 1952–26. November 1956: Otto Armbrecht[19]
- 26. November 1956–18. April 1961: Wilhelm Thomas, SPD[19]
- 18. April 1961–1986: Herbert Trautmann, CDU[19]
- 1986–1988: Helmut Kuhlmann, CDU
- 1988–2011: Manfred Birth, CDU (trat bei der ersten Direktwahl 2004 als Einzelbewerber an)
- seit 2011: Matthias Nerlich, CDU

### Wappen
| Wappen der Stadt Gifhorn | Blasonierung: „Das Wappen der Stadt zeigt auf blauem Grund einen rot bewehrten, goldenen Löwen, stehend auf einem mit dem Mundstück nach vorn zeigenden roten Horn und nach hinten blickend.“ |
| Wappen der Stadt Gifhorn | Das Wappen wird als Emblem mit Hoheitszeichen auf Grenzsteinen und als architektonischer Schmuck an Bauwerken verwendet.                                                                      |

### Flagge
| Flagge der Stadt Gifhorn | Blasonierung: „Die Flagge der Stadt Gifhorn ist in der Mitte horizontal aufgeteilt in dunkelblau (oben) und rot (unten) dazu ist im Mittelfeld das Stadtwappen.“ |
| Flagge der Stadt Gifhorn | |

### Städtepartnerschaften
| Die Städtepartnerschaften Gifhorns        | Die Städtepartnerschaften Gifhorns | Die Städtepartnerschaften Gifhorns | Die Städtepartnerschaften Gifhorns |
| ----------------------------------------- | ---------------------------------- | ---------------------------------- | ---------------------------------- |
|                                           | Xanthi                             | Griechenland                       |                                    |
| Stadtwappen von Korsun-Schewtschenkiwskyj | Korsun-Schewtschenkiwskyj          | Ukraine                            |                                    |
|                                           | Dumfries                           | Vereinigtes Königreich             |                                    |
| Stadtwappen von Gardelegen                | Gardelegen                         | Deutschland                        |                                    |
| Stadtwappen von Hallsberg                 | Hallsberg                          | Schweden                           |                                    |

## Kultur und Sehenswürdigkeiten

### Bauwerke und Museen

Schloss Gifhorn

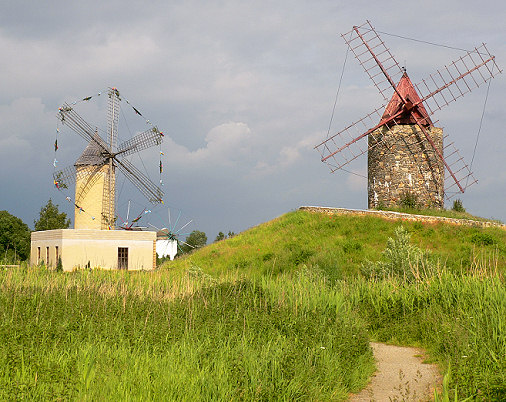
Internationales Mühlenmuseum Gifhorn

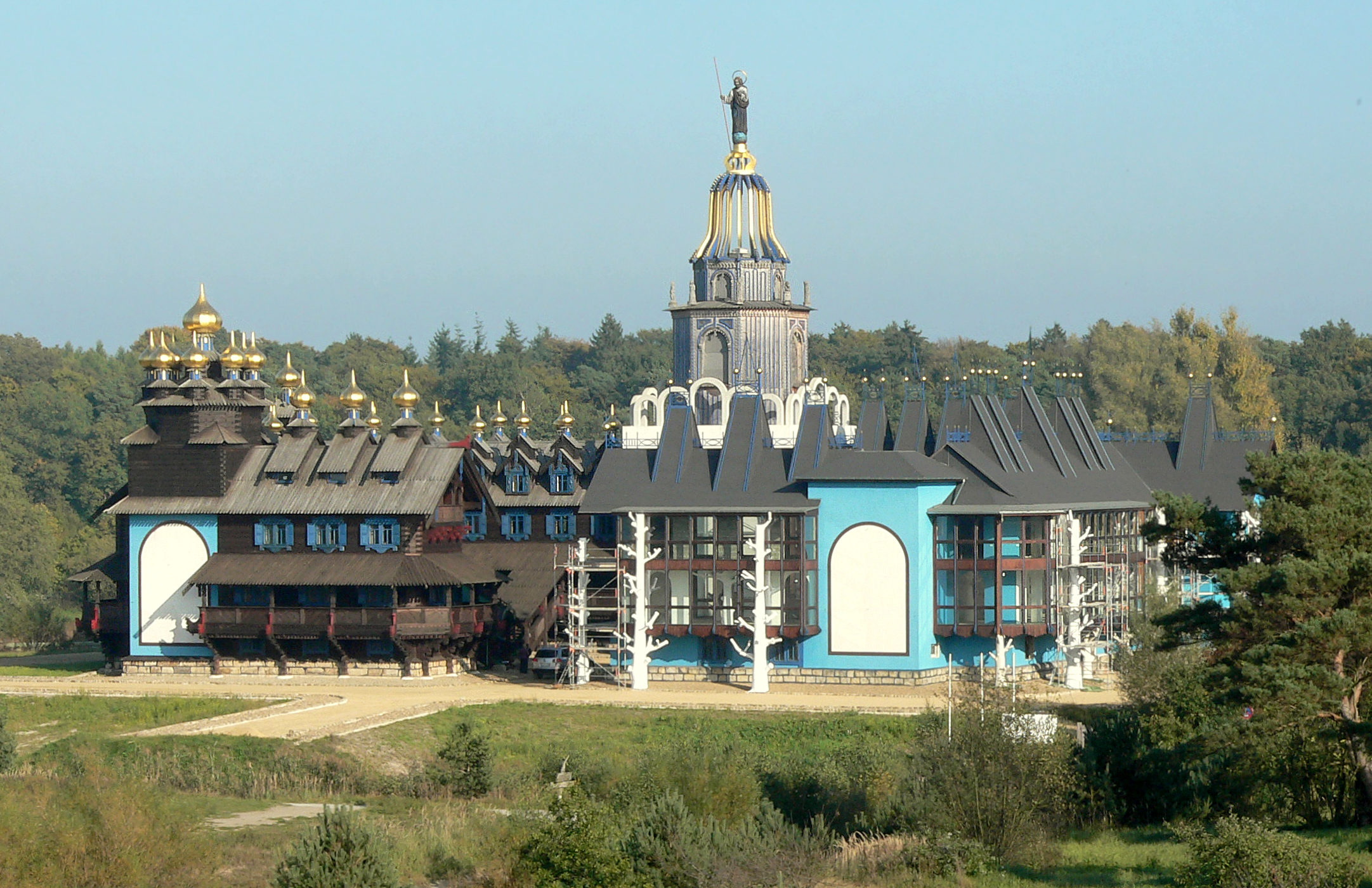
Glockenpalast

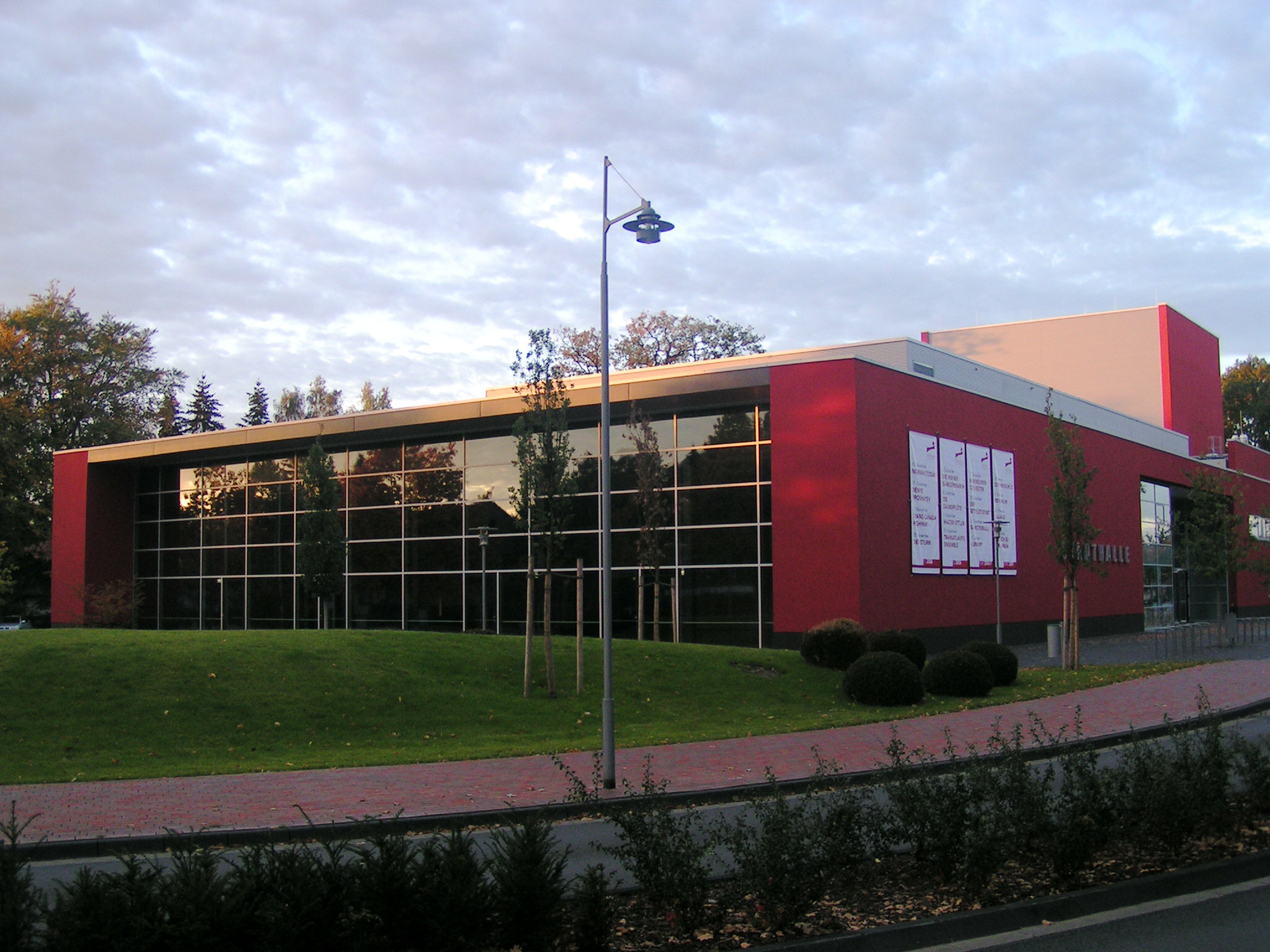
Die neue Stadthalle

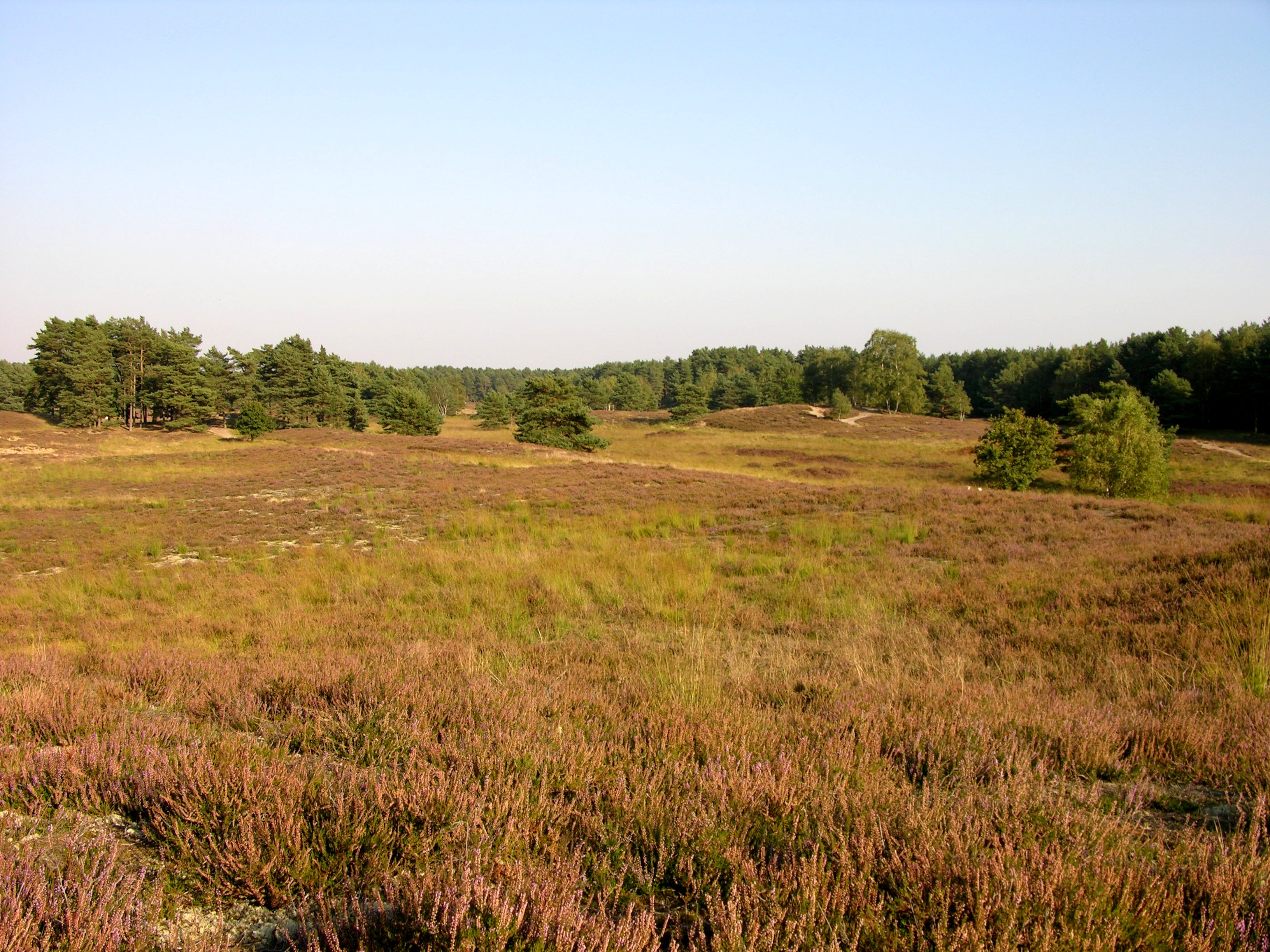
Die Gifhorner Schweiz

- Evangelische St.-Nicolai-Kirche: Die mit einer umlaufenden Empore ausgestattete Saalkirche, der ein wuchtiger Westturm mit barocker Haube vorgesetzt ist, wurde von 1734 bis 1744 nach Plänen des Landbaumeisters Otto Heinrich von Bonn erbaut. Sie besteht aus verputztem Backstein. Das Innere wird von dem 1744 bezeichneten Kanzelaltar nach Entwurf von Johann Paul Heumann[21] beherrscht. Die 1748 von Christian Vater aus Hannover geschaffene Orgel schmückt ein Rokoko-Prospekt aus der zweiten Hälfte des 18. Jahrhunderts.
- Altes Rathaus, Cardenap 1. Der 1562 datierte Fachwerkbau mit reichem Schnitzwerk wurde im 18. und 19. Jahrhundert stark verändert. In den Jahren 1985 bis 1988 wurde das Fachwerk demontiert und anschließend – unter Rekonstruktion des vermuteten ursprünglichen Zustandes – wieder errichtet. Heute befindet sich in dem Gebäude die Gaststätte „Ratsweinkeller“.
- Das Schloss Gifhorn ist das bedeutendste Bauwerk Gifhorns. Es ist im Stil der Weserrenaissance erbaut und weist eine bis heute genutzte Schlosskapelle auf. Hier ist auch die Grablege des Herzog Franz von Gifhorn. Im Schloss ist das Historische Museum Schloss Gifhorn mit den Abteilungen Jäger und Bauern, Adel und Landvolk, Handwerker und Kaufleute, Tier und Landschaft untergebracht. Während der Öffnungszeiten ist auch die Schlosskapelle zu besichtigen. Im Schlosshof und im Schlosspark am Schlosssee finden jährlich Festspiele und Märkte statt.
- Kavaliershaus, Steinweg 3. Das 1546 unter Herzog Franz (1539–1549) errichtete Kavaliershaus als Fachwerkbau mit Steinfront gilt neben dem Schloss als wichtigster Profanbau des Ortes. Baumeister war Michael Clare, der auch am benachbarten Schloss tätig war. Daher weist die aufwendige, mit einer zweigeschossigen Utlucht und Halbkreisaufsätzen versehene Schaufassade ähnliche Zierformen auf. Bauherr war der Schlosskommandant Caspar von Leipzig, der das Gebäude als Wohnhaus für sich und seine Familie errichten ließ. Heute gehört es der Bürgerstiftung Kavalierhaus. Im Erdgeschoss befinden sich ein Ausstellungsraum sowie Räumlichkeiten des Gifhorner Kulturvereins und einer Zeitschriftenredaktion. Im ersten Stock ist das „Museum EMMA – Museumswohnung im Kavalierhaus Gifhorn“ untergebracht. Die letzte private Besitzerin des Hauses, Emma Wrede, bewohnte die Räume im 1. Stock von 1930 bis 1992. Nach ihrem Tod im Jahr 1997 wurde ihre Wohnung zu einem Museum erklärt, in dem Besucher eine Zeitreise durch die deutsche Wohnkultur von etwa 1900 bis 1965 unternehmen kann.
- Wohnbauten. Die Innenstadt besteht trotz zahlreicher Brände (1519, 1669, 1725, 1876, 1891) und nach den Sanierungsmaßnahmen des 20. Jahrhunderts noch immer aus einer größeren Anzahl an Fachwerkbauten des 16. bis 18. Jahrhunderts. Besonders hervorzuheben ist das 1570 erbaute Höfersche Haus, Steinweg 2, dessen Balken mit Rosettenmotiven beschnitzt sind. Das Erdgeschoss wurde für einen Ladeneinbau stark verändert. Der sogenannte Lange Jammer am Steinweg 1 entstand angeblich bereits um 1540. Das Obergeschoss des langgestreckten Fachwerkbaus mit Walmdach ist zum Teil verschiefert. Dort ist heute das Bau- und Planungsamt ansässig. Steinweg 22 stammt im Kern noch aus der Zeit um 1600. Bei der 2002/03 durchgeführten Sanierung wurde der während der Barockzeit veränderte Giebel in der vermuteten Form von 1600 rekonstruiert, dafür wurde der alte Dachstuhl durch einen neuen ersetzt. Insgesamt wurde der Bau so stark erneuert, dass – mit Ausnahme einiger Balken – kaum noch historische Bausubstanz erhalten ist. Das nebenan gelegene Giebelhaus Steinweg 20 wurde 1678 erbaut. Es ist ganz mit Holz verkleidet und verfügt über eine Utlucht. Seit der zweiten Hälfte des 19. Jahrhunderts wurden in Gifhorn auch zunehmend massive Wohnbauten errichtet. Hierzu gehören die im Rundbogenstil erbauten Traufenhäuser Steinweg 27 (1871) und Nr. 47.
- Im international bekannten (Freiland-)Mühlenmuseum befinden sich zahlreiche Mühlen der unterschiedlichsten Art, auch aus dem europäischen und außereuropäischen Ausland. Sie sind hierher versetzt und restauriert oder originalgetreu nachgebaut.

- Das Kulturinstitut Die Brücke errichtete ab 1996 den Glockenpalast als monumentaler Gebäudekomplex in der Art eines Klosters in altrussischem Baustil neben dem Mühlenmuseum. Seit 2023 wird der Bau als Motorrad-Museum genutzt.

- Die Stadthalle mit 2500 Quadratmeter Hauptnutzfläche wurde im Januar 2006 in Betrieb genommen. Hier finden Theater- und Musikaufführungen statt. Der Theatersaal mit ansteigendem Rang ist für maximal 567 Personen ausgelegt. Die technisch voll ausgestattete Großbühne hat eine Fläche von rund 420 Quadratmetern (Hauptbühne 220 Quadratmeter, Seitenbühne 110 Quadratmeter und Vorbühne 88 Quadratmeter). Ein Teil der Vorbühne ist als fahrbares Podium angelegt und kann auch als Teil des Zuschauerraumes oder als Orchestergraben für bis zu 55 Musiker genutzt werden. Im Großen Saal mit 850 Quadratmetern Fläche können je nach Bestuhlung Festveranstaltungen wie das Gifhorner Schützenfest, Bälle, Messen, Kongresse, Firmen- oder Parteiveranstaltungen stattfinden. Darüber hinaus stehen zwei Seminarräume zur Verfügung.

### Freizeit und Naherholung

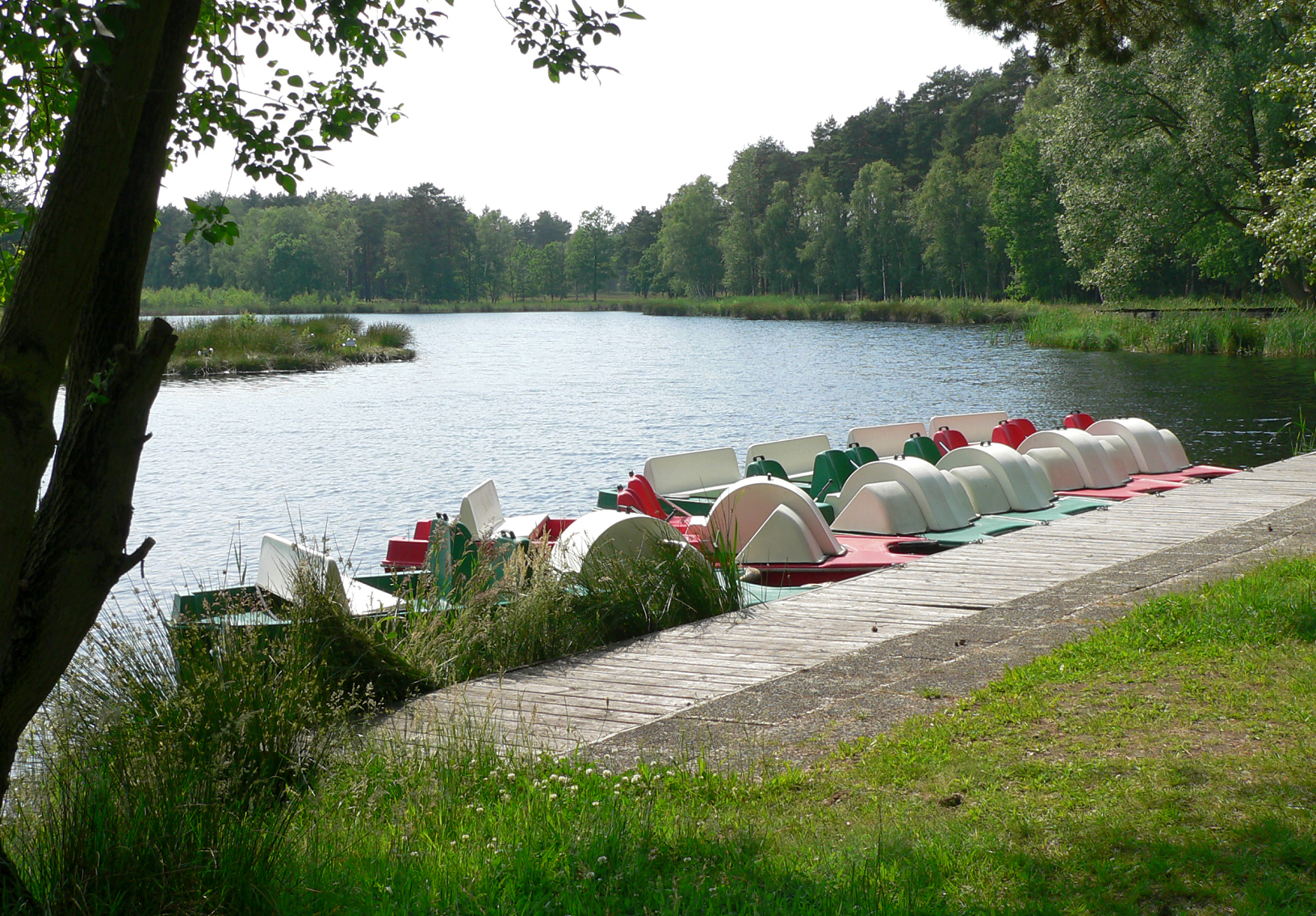
Heidesee

Im Verlauf der Nachkriegsjahre wurden um Gifhorn mehrere größere Flächen zu Naturschutzgebieten erklärt. Dazu gehört auch der im heutigen Stadtgebiet von Gifhorn liegende Heidesee, der auf natürliche Weise während der Eiszeit entstand. Der See kommt auch in den Geschichten und Gedichten des Heidedichters Hermann Löns vor. Der flache und oft trocken fallende See ist ein viel besuchtes Naherholungsgebiet.
Auch gibt es im westlichen Bereich von Gifhorn größere Heideflächen (siehe auch Heidekrautgewächse). Bekannt sind die „Gifhorner Schweiz“, der idyllische Ort Winkel und Flächen beim Ort Wilsche. Diese Heidegegend wurde ebenfalls durch die Literatur von Hermann Löns bekannt.
Durch Kiesschürfen entstanden mehrere künstliche Seen. Durch den Bau des Elbe-Seitenkanals entstand im benachbarten Isenbüttel südöstlich der Stadt ein komplexes Naherholungsgebiet, der Tankumsee. Das gesamte Areal umfasst 222 Hektar. Der See selbst ist 62 Hektar groß und bietet einen 1000 Meter langen Sandstrand. Daran grenzt direkt östlich das Feuchtgebiet Barnbruch an mit einem Waldbestand von etwa 1500 Hektar.
Die Verlegung der Bundesstraße 4 machte es erforderlich, dass große Teile der Trasse erhöht werden mussten. Durch den Bodenaushub entstand der „Waldsee“ zwischen der Stadt und der „Gifhorner Schweiz“.
Die Naturschutzgebiete – wie auch die Lüneburger Heide – haben Gifhorn zu einem beliebten Naherholungsgebiet gemacht.

### Sport
2021 bewarb sich die Stadt als Host Town für die Gestaltung eines viertägigen Programms für eine internationale Delegation der Special Olympics World Summer Games 2023 in Berlin. 2022 wurde sie als Gastgeberin für Special Olympics Usbekistan ausgewählt. Damit wurde sie Teil des größten kommunalen Inklusionsprojekts in der Geschichte der Bundesrepublik mit mehr als 200 Host Towns.

### Regelmäßige Veranstaltungen
Das älteste Gifhorner Volksfest ist das Schützenfest. Die älteste Ratsverordnung über das „Gifhorner Scheibenschießen“ stammt von 1661. Seit 1706 sind die Listen der Schützenkönige überliefert. Die 1814 zur Armee eingezogenen Gifhorner waren fast alle 1815 in der Schlacht bei Waterloo gegen Napoleon eingesetzt. Zur Erinnerung daran wird das Schützenfest jedes Jahr in der Woche des 18. Juni gefeiert. Das Schützenfest beginnt am Donnerstag mit einem Umzug durch Gifhorn und dem im Laufe des Nachmittags unter kommunaler Aufsicht durchgeführten Königsschießen. Am Sonntag wird ein großer Umzug durchgeführt, bei dem auch viele Vereine aus der Stadt und dem Umland dabei sind. Die beiden Gifhorner Traditionsschützenvereine haben jeweils über 700 Mitglieder. Der Umzug gehört zu den größten in Niedersachsen. Das Fest endet mit einem Feuerwerk, das jedes Jahr von den beteiligten Schaustellern gesponsert wird.
Weitere regelmäßige Großveranstaltungen sind das dreitägige Altstadtfest und in der Weihnachtszeit der Weihnachtsmarkt.

## Vereine, Verbände und Organisationen

### Schießsport
- Bürgerschützenkorps Gifhorn e. V.
- Uniformiertes Schützenkorps Gifhorn e. V.
- Schießsportgemeinschaft Gifhorn
- Schützenverein Isenbüttel-Gifhorn e. V.

### Breitensport
- MTV Gifhorn (Männerturnverein Gifhorn von 1861 e. V.)
- SV Gifhorn (Sportvereinigung Gifhorn von 1912 e. V.)

### Theatervereine
In Gifhorn gibt es drei Theatervereine, die im Bereich Amateurtheater aktiv sind.
- Theaterverein Gifhorn von 1891 e. V.
- Kieselbach-Bühne
- Altstadtbühne Gifhorn

### Organisationen
- Freiwillige Feuerwehr Gifhorn
- Technisches Hilfswerk Ortsverband Gifhorn
- Deutsches Rotes Kreuz

### Jugendvereine
- Pfadfinder Stamm Fred Joseph[24] von der deutschen Pfadfinderschaft Sankt Georg
- Pfadfinder Stamm Ata Ulf aus dem Bund der Pfadfinderinnen und Pfadfinder
- Kreisjugendring Gifhorn
- Deutscher Kinderschutzbund Gifhorn
- Jugendbegegnungsstätte Gifhorn (JuBs)
- Die Grille

### Sonstiges
In Gifhorn ist der zweitälteste Snookerverein Deutschlands angesiedelt, der RSC Gifhorn. Der Verein feierte 2015 den 30. Geburtstag.
Nachdem sich Gifhorn 2021 als Host Town für die Gestaltung eines viertägigen Programms für eine internationale Delegation der Special Olympics World Summer Games 2023 beworben hatte, wurde die Stadt 2022 als Gastgeberin für Special Olympics Usbekistan ausgewählt. Das Programm wird vor den Weltspielen stattfinden und macht Gifhorn zu einem Teil des größten kommunalen Inklusionsprojekts in der Geschichte der Bundesrepublik mit mehr als 200 Host Towns.

## Religionen

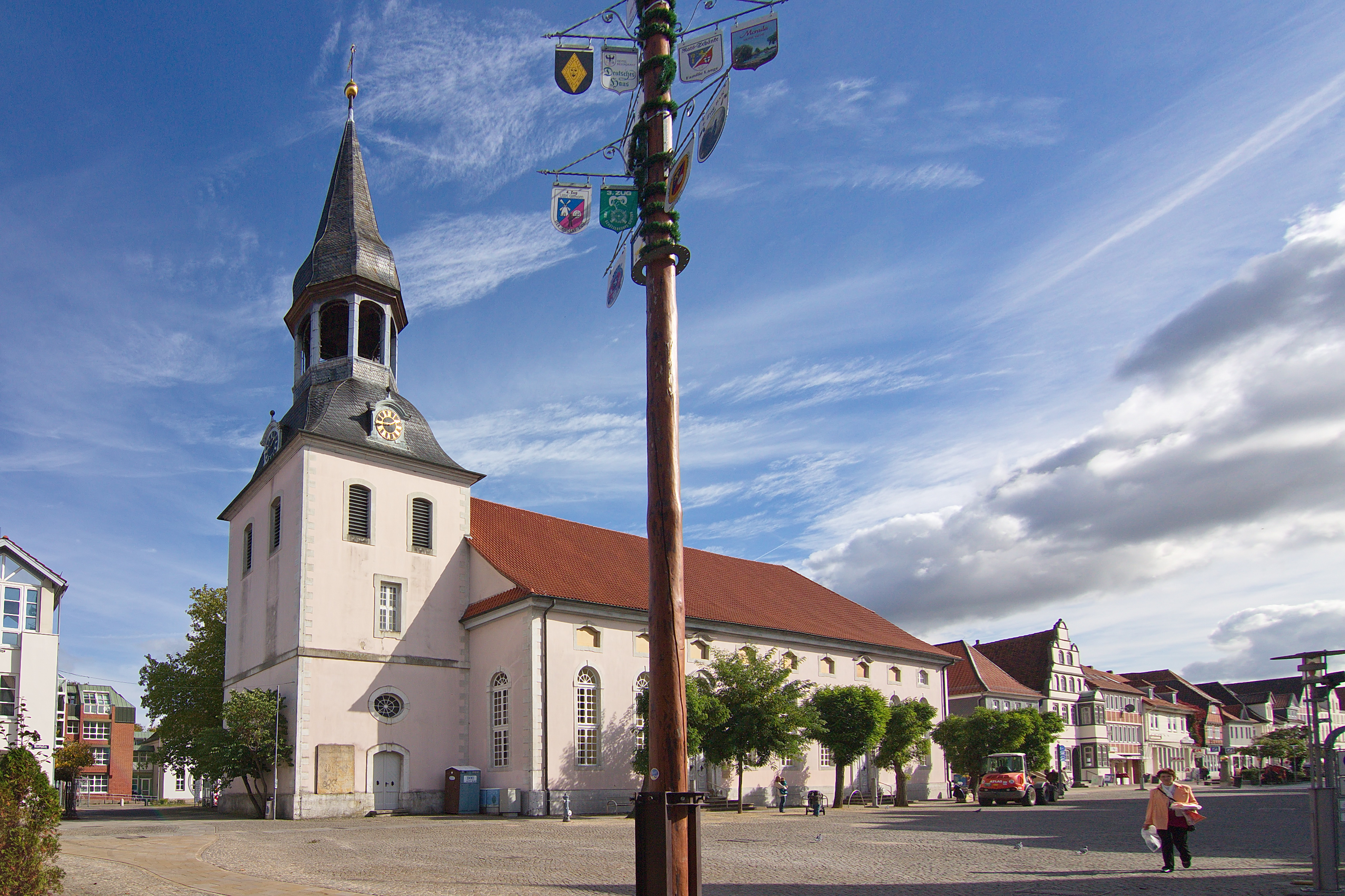
St.-Nicolai-Kirche

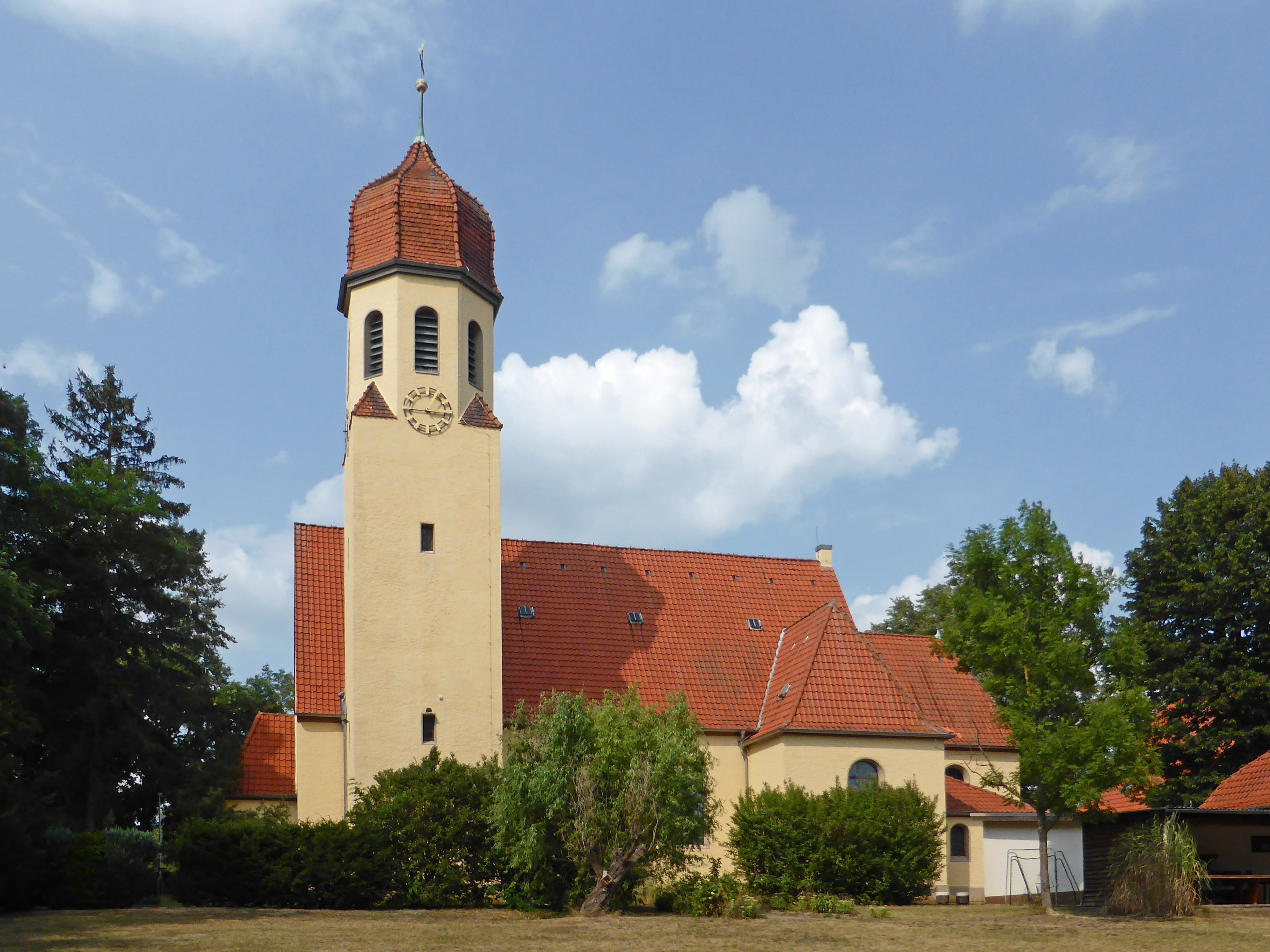
St.-Bernward-Kirche

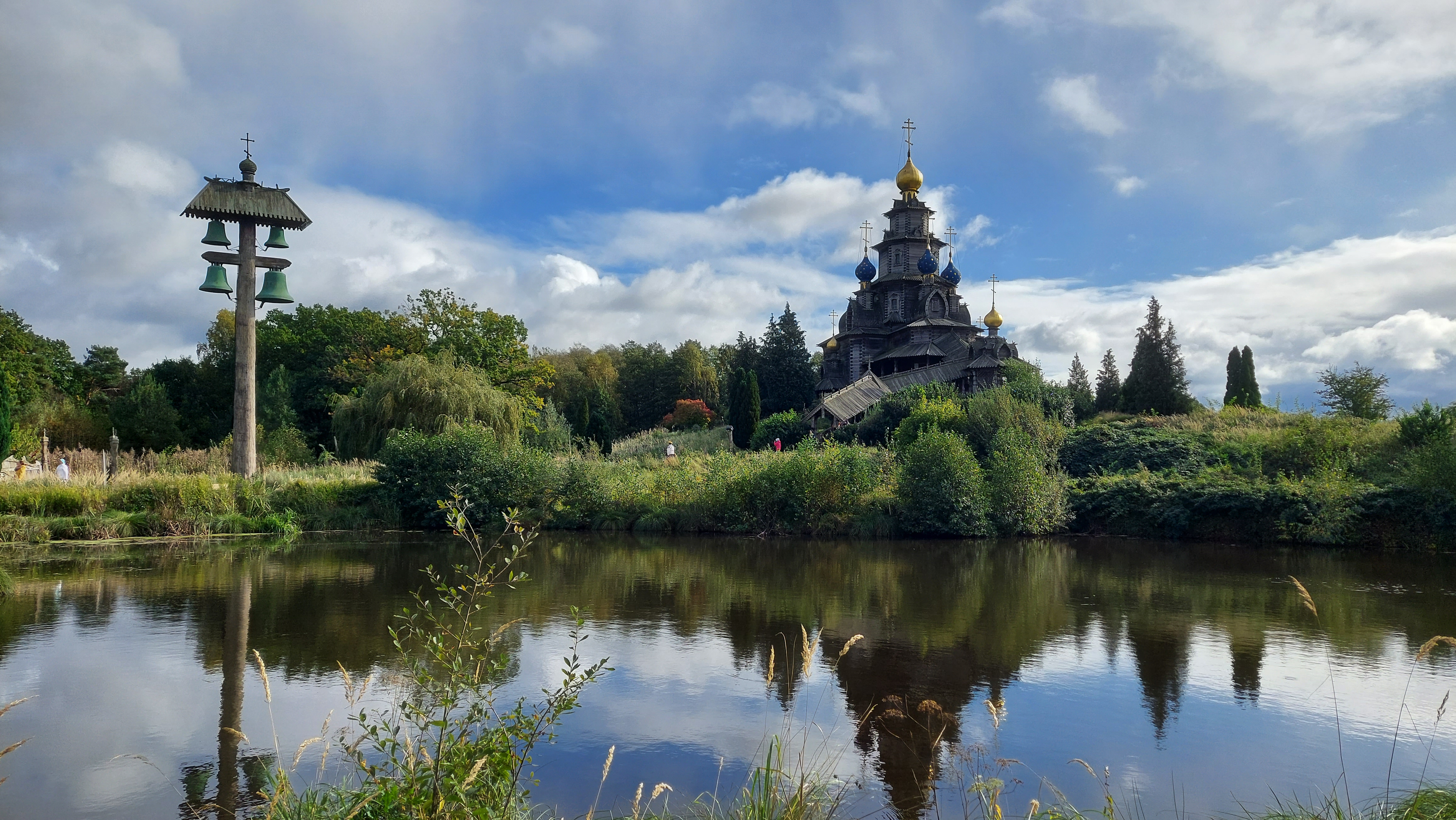
Russisch-orthodoxe Kirche des Heiligen Nikolaus

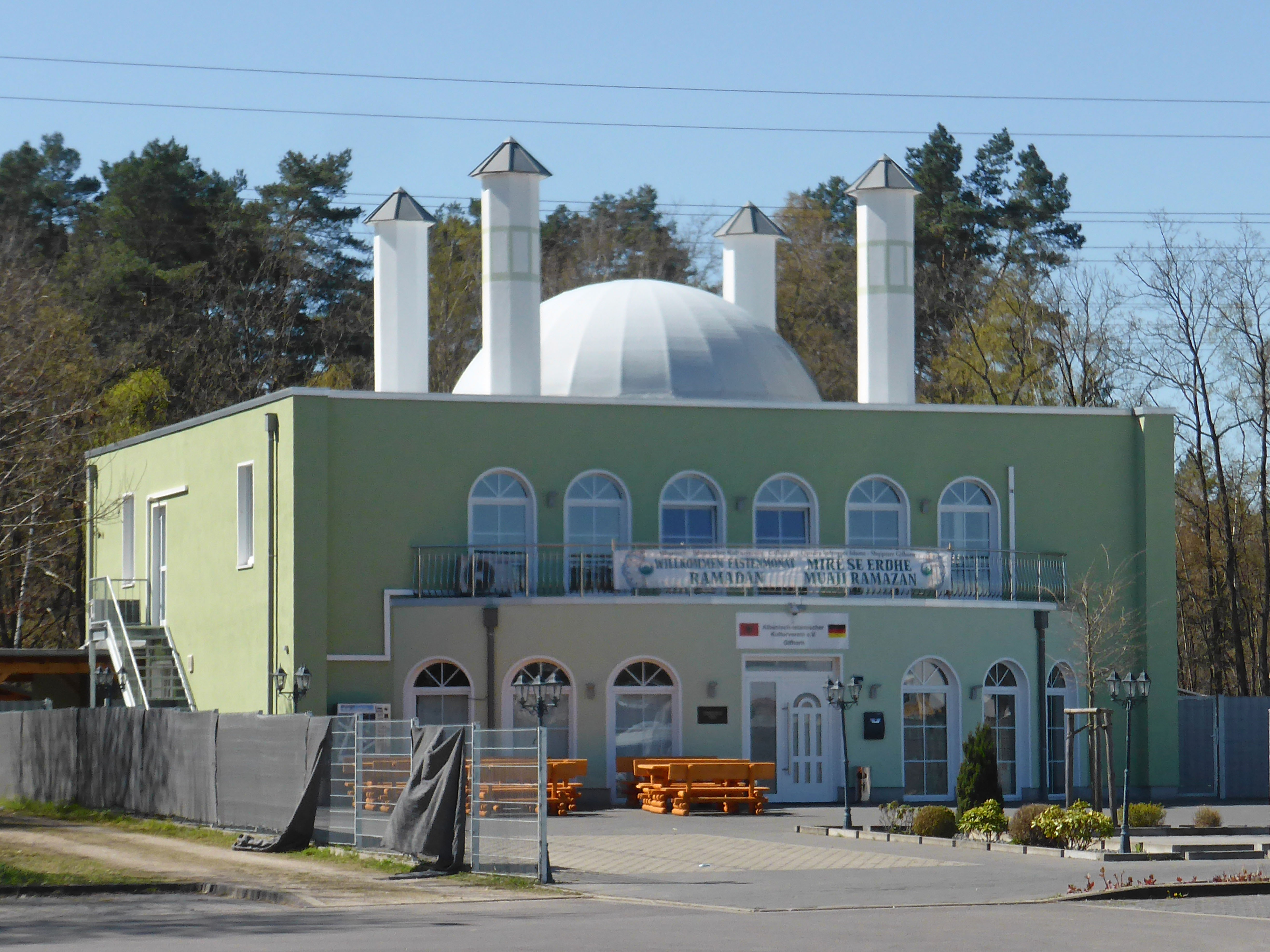
Moschee des Albanisch-Islamischen Kulturvereins

Evangelische Kirchengemeinden
Gifhorn ist Sitz eines gleichnamigen Kirchenkreises, er gehört zur Evangelisch-lutherischen Landeskirche Hannovers. Folgende Kirchen dieses Kirchenkreises befinden sich in Gifhorn: St.-Nicolai-Kirche am Marktplatz aus dem 18. Jahrhundert (siehe „Bauwerke und Museen“), Martin-Luther-Kirche in der Limbergstraße 29, Pauluskirche im Brandweg 38, Epiphaniaskirche, An der Kirche 2 im Ortsteil Gamsen. Im Schloss Gifhorn befindet sich eine Schlosskapelle von 1547. Im Birger-Forell-Haus in der Grüntaler Str. 1 trifft sich eine Brüdergemeinde russlanddeutscher Spätaussiedler.
In Meinersen-Ohof wurde 1925 der Ohofer Gemeinschaftsverband gegründet, der in vielen Orten des Landkreises Bibel- und Gebetskreise anregte. Die daraus entstandene Landeskirchliche Gemeinschaft Gifhorn hatte ihr Anfänge in den 1920er Jahren. Ab 1930 versammelte man sich im evangelischen Kindergarten „Bleiche“, welcher sich in Trägerschaft des Gemeinschaftsverbands befindet, bis 1990 das ehemalige Gebäude der Zeugen Jehovas in der Ringstraße übernommen werden konnte. 2008 benannte sich die Landeskirchliche Gemeinschaft in Evangelische Gemeinschaft Gifhorn um und befindet sich seitdem in einer ehemaligen Baptistenkirche im Calberlaher Damm 112.
Katholische Kirchengemeinden
Gifhorn ist Sitz der katholischen Pfarrgemeinde St. Altfrid Gifhorn/Meine, sie gehört zum Dekanat Wolfsburg-Helmstedt im Bistum Hildesheim. Zu ihr gehört seit 2004 in Gifhorn neben der St.-Altfrid-Kirche auch die St.-Bernward-Kirche sowie die katholischen Kirchen in Meine und Meinersen. Die St.-Bernward-Kirche wurde 1914/15 erbaut und ist die älteste katholische Kirche im Landkreis Gifhorn; die Kirche in Meinersen wurde 2015 abgerissen.
Vereinigung Evangelischer Freikirchen
Die Vereinigung Evangelischer Freikirchen ist in Gifhorn mit vier Gemeinden vertreten:
Am Brandweg 2 befindet sich die 1984 errichtete Gifhorner Friedenskirche der Evangelisch-Freikirchlichen Gemeinde (Baptisten). Sie wurde 1964 gegründet.
1926 wurde die erste Adventgemeinde in Gifhorn gegründet, deren erstes Adventhaus 1959 errichtet wurde. Um 1990/91 wurde in einer ehemaligen Opel-Autowerkstatt an der Celler Straße 12 ein neues Gemeindezentrum errichtet. Etwa im Jahr 2000 gründeten die Gifhorner Adventisten im Stadtteil Kästorf eine weitere Gemeinde.
Zur Pfingstbewegung gehört die Freie Christengemeinde Gifhorn (FCG). Sie wurde 1956 gegründet. Ihre Kirche wurde 1963/64 wurde zunächst in der Pyritzer Straße 7 errichtet. Da dieses Gotteshaus im Laufe zu klein geworden war, erwarb die Kirchengemeinde 2019 die Gaststätte Gifhorner Brauhaus, die für kirchliche Zwecke umgestaltet wurde. Seitdem tritt die Gemeinde in der Öffentlichkeit unter dem Namen Kirche im Brauhaus auf.
Weitere Freikirchen
Die Gemeinde Gottes Gifhorn hat ihr Gemeindezentrum in der Celler Straße 53.
Die Kirche der Evangelischen Baptistengemeinde, deren Mitglieder überwiegend einen russlanddeutschen Hintergrund haben, befindet sich am I. Koppelweg 69.
Eine weitere Baptistenkirche, die Evangeliumschristen-Baptisten, haben seit 2006 ihr Domizil an der Straße Im Freitagsmoor.
Die Freie Evangeliums-Christengemeinde Gifhorn hat ihren Sitz in der Straße Am Allerkanal 5.
Ein Christliches Zentrum Gifhorn befindet sich in der Straße Am Luckmoor 7.
Selbständige Evangelisch-Lutherische Philippus-Gemeinde Gifhorn hat ihre Kirche im Stadtteil Gamsen.
Orthodoxe Kirchengemeinschaften
Eine russisch-orthodoxe Kirche befindet sich auf dem Gelände des Internationalen Mühlenmuseums. Sie wurde 1995 geweiht.
Eine griechisch-orthodoxe Kirchengemeinde der Heiligen Raphail, Nikolaos und Irini zu Gifhorn verfügt über eine Kirche im Dannenbütteler Weg 14.
Moscheen
In Gifhorn gibt es aktuell vier islamische Moscheen. Zwei Moscheen sind in Trägerschaft des DİTİB Türkisch Islamische Gemeinde e. V. – die zentral am Bahnhof Stadt (Bahnhofstr. 12) gelegene Selimiye-Moschee und eine weitere im Ortsteil Gamsen (Immenberg 13). Die Moschee der Kurdisch-Islamischen Gemeinde (Al Mascidu Takwa e. V.) befindet sich ebenfalls in Gamsen (Hamburger Str. 3b). Die jüngste Moschee ist die 2018 eröffnete Moschee des Albanisch-Islamischen Kulturvereins e. V. (Am Allerkanal 20).
Weitere Glaubensgemeinschaften
Die Neuapostolische Gemeinde Gifhorn wurde 1906 gegründet und zog 1953 in ein dafür gebautes Kirchengebäude am Dannenbütteler Weg. 1996 zog die Gemeinde in einen Neubau im Lehmweg 84 am östlichen Stadtrand, das alte Gebäude wurde von der griechisch-orthodoxen Gemeinde übernommen. Die Gemeinde gehört zum Kirchenbezirk Braunschweig der Neuapostolischen Kirche Mitteldeutschland.
Die Gifhorner Zeugen Jehovas treffen sich in ihrem Königreichssaal Am Luckmoor 8.
Sonstiges
2018 eröffnete in Gifhorn eine katholisch-muslimische Kindertagesstätte.

## Wirtschaft und Infrastruktur
Etwa 1,4 % der Beschäftigten sind in der Land- und Forstwirtschaft tätig, 38 % im Produzierenden Gewerbe und 60,6 % im Dienstleistungsbereich. Gifhorn hat deutlich mehr Aus- als Einpendler. Etwa 80 % der sozialversicherungspflichtig Beschäftigten arbeiten außerhalb. Die Arbeitslosenquote im Kreis Gifhorn betrug im Juni 2017 4,7 %.
Größter Arbeitgeber Gifhorns war Ende 2016 die IAV GmbH (Ingenieurdienstleister für die Automobilbranche) mit rund 3500 Mitarbeitern. Das Continental-Werk hatte Anfang 2010 etwa 1500 Mitarbeiter. Wegen der Nähe zu Wolfsburg (VW) sind oder waren viele Automobilzulieferer und -dienstleister in Gifhorn angesiedelt (z. B. Inteva Products und EDAG Engineering GmbH).
Continental gab im Juli 2023 bekannt, sein Werk für Bremssysteme, Stabilitätssysteme und Fahrwerksysteme bis 2027 schrittweise zu schließen.
Einziges Krankenhaus in Gifhorn ist das 2012 am heutigen Standort eröffnete Helios Klinikum Gifhorn.

### Verkehr

#### Eisenbahnverkehr

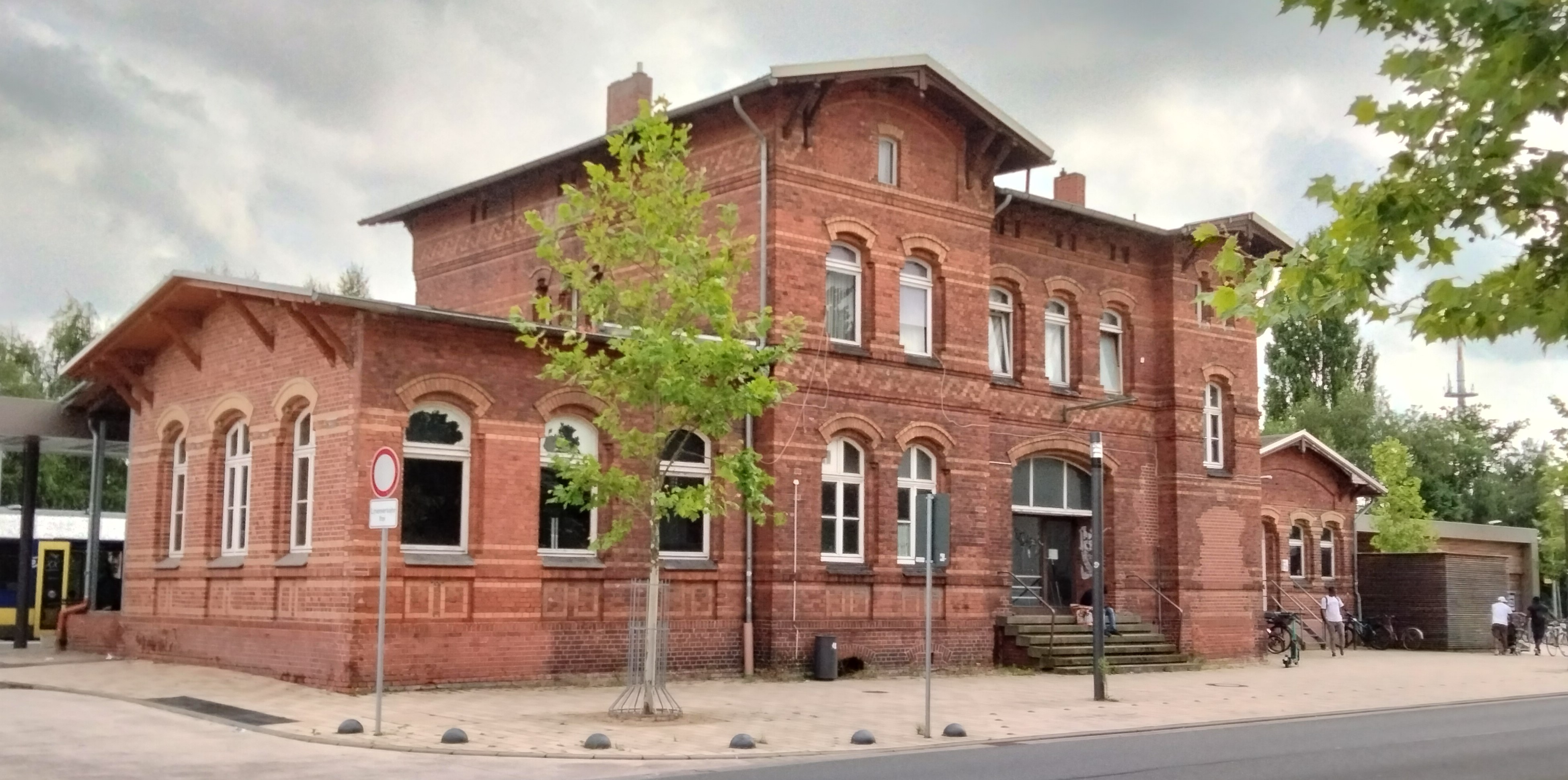
Der Bahnhof Gifhorn Stadt 2024

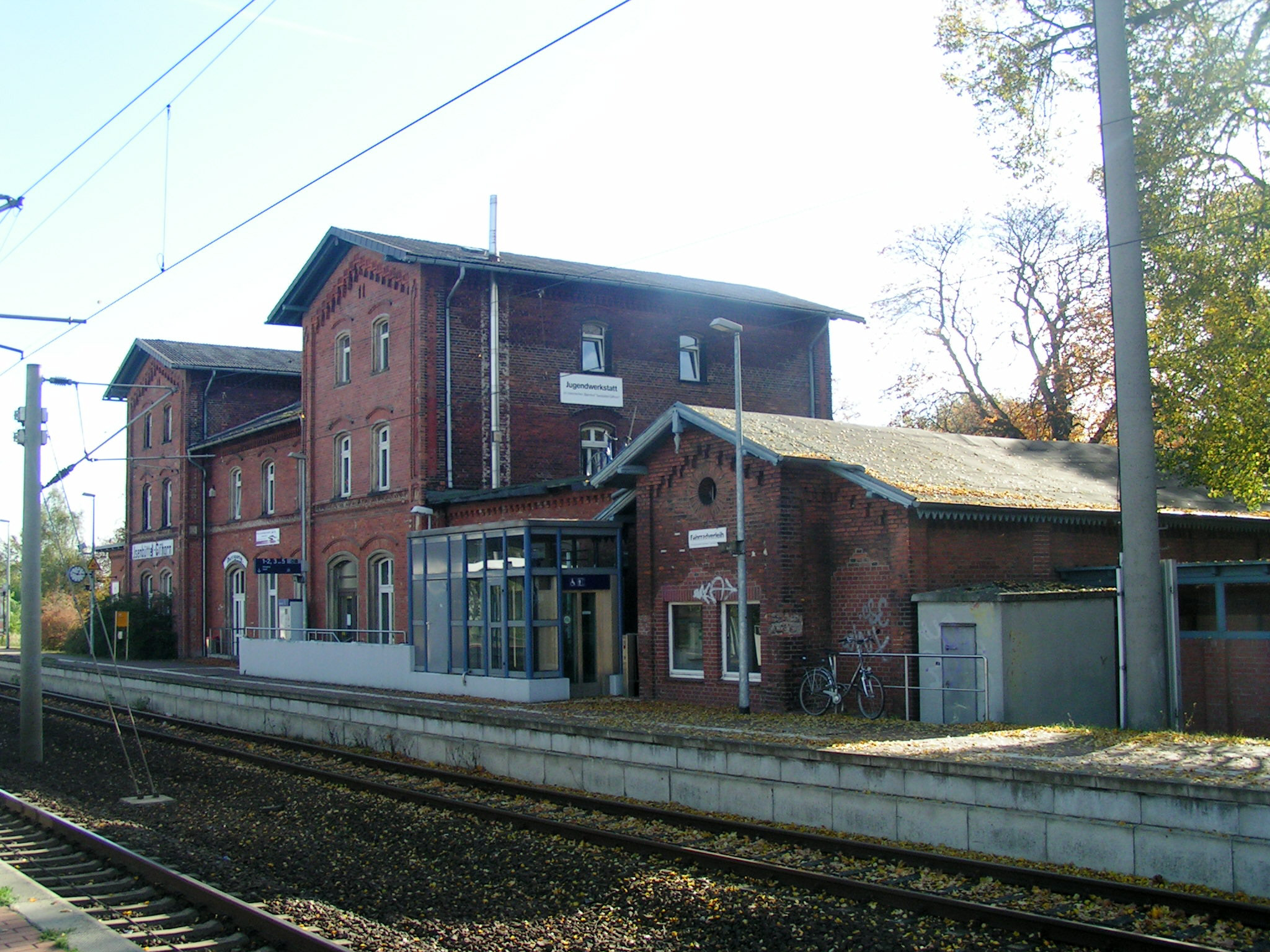
Früheres Empfangsgebäude des Bahnhofs Gifhorn

Gifhorn besitzt zwei Bahnhöfe, den Bahnhof Gifhorn, an dem sich die Berlin-Lehrter Eisenbahn mit der Bahnstrecke Braunschweig–Wieren trifft, sowie den Bahnhof Gifhorn Stadt an der letztgenannten Bahnstrecke. Der Bahnhof Gifhorn wird von der Deutschen Bahn in die Preisklasse 4 eingestuft, Gifhorn Stadt zählt dagegen nur zur Preisklasse 6.
Das Empfangsgebäude des Bahnhofs Gifhorn befand sich ursprünglich vier Kilometer südlich auf freiem Feld auf der Isenbütteler Seite der Gleise, was dem möglichst geradlinigen Verlauf der Bahnstrecke geschuldet war. Er hieß 1871 zunächst Gifhorn, wurde 1889 in Gifhorn-Isenbüttel umbenannt, um Verwechslungen mit Gifhorn Stadt zu vermeiden. Da dies dennoch weiterhin auftrat, hieß er seit 1892 Isenbüttel. Eine Weisung des Regierungspräsidenten änderte den Namen 1913 in Isenbüttel-Gifhorn. Mit zunehmender Ausdehnung Gifhorns liegt der Bahnhof inzwischen am Rande der Stadt. Das ehemalige Gebäude wurde daher 1988 durch einen Neubau auf der Gifhorn zugewandten Seite ersetzt, während das alte Gebäude von einer Musikschule genutzt wird. Gleichzeitig wurde der Bahnhof wieder in Gifhorn umbenannt.
Im Bahnhof Isenbüttel-Gifhorn verursachte ein auffahrender Güterzug am 22. Januar 1941 den Eisenbahnunfall von Gifhorn, bei dem 122 Personen ums Leben kamen.

#### Busverkehr
Der öffentliche Busverkehr wird hauptsächlich durch die Verkehrsgesellschaft Landkreis Gifhorn mbH (VLG) durchgeführt.

#### Radverkehr
Gifhorn hatte sich bereits 2008 ein Radverkehrskonzept gegeben, um den Radverkehr als gleichberechtigtes Verkehrsmittel der innerörtlichen Mobilität aufzuwerten. Die darin definierten 67 Maßnahmenvorschläge verschiedener Dringlichkeit wurden in den Folgejahren aber nur sehr unvollständig umgesetzt. Bei den zweijährlich stattfindenden Fahrradklimatests des ADFC hat Gifhorn zwischen 2012 und 2020 mit leicht negativer Tendenz Gesamtbewertungen zwischen 3,9 und 4,3 (nach Schulnotensystem 1–6) erhalten. Gifhorn unternimmt jetzt mit breiter Beteiligung der Öffentlichkeit im Rahmen des Verkehrsentwicklungsplanes „Leitbild Mobilität 2030“ einen neuen Anlauf zur Verbesserung seiner Fahrradfreundlichkeit. Dabei hat der Rat der Stadt im Schlüsselprojekt „Radverkehr fördern“ die Neuaufstellung eines Radverkehrskonzeptes beschlossen. Außerdem ist Gifhorn 2019 der Arbeitsgemeinschaft Fahrradfreundliche Kommunen Niedersachsen/Bremen (AGFK Niedersachsen/Bremen) beigetreten.
Im Sommer 2021 wurde das „Radverkehrskonzept 2021 für die Stadt Gifhorn“ vorgestellt.
Radtouristisch ist Gifhorn an den Weser-Harz-Heide-Radweg und den Allerradweg angeschlossen. Außerdem werden im Umland (Urlaubsregion Südheide Gifhorn) diverse regionale Radwege und Freizeitrouten angeboten.

#### Flugverkehr
Der Flugplatz Wilsche befindet sich im gleichnamigen Ortsteil Gifhorns. Dieser wird vor allem von Segelfliegern benutzt. In Braunschweig, etwa 20 Kilometer südlich von Gifhorn befindet sich der Flughafen Braunschweig-Wolfsburg, an dessen Betreibergesellschaft der Landkreis Gifhorn 2 % der Anteile hält.

### Medien
- Aller-Zeitung
- Gifhorner Rundschau (Lokalausgabe der Braunschweiger Zeitung)
- KURT – Dein Magazin für Gifhorn

### Gericht
Gifhorn ist Sitz des für den überwiegenden Teil des Landkreises Gifhorn zuständigen Amtsgerichts Gifhorn.

### Bildung
Grund- und Hauptschulen
- Grundschule Adam-Riese-Schule
- Grundschule Astrid-Lindgren-Schule (Wilsche)
- Grundschule Gebrüder-Grimm-Schule
- Grundschule Isetal-Schule (Kästorf)
- Grundschule Michael-Ende-Schule
- Grundschule Wilhelm-Busch-Schule (Gamsen)
- Grundschule Albert-Schweitzer-Schule
- Hauptschule Freiherr-vom-Stein-Schule

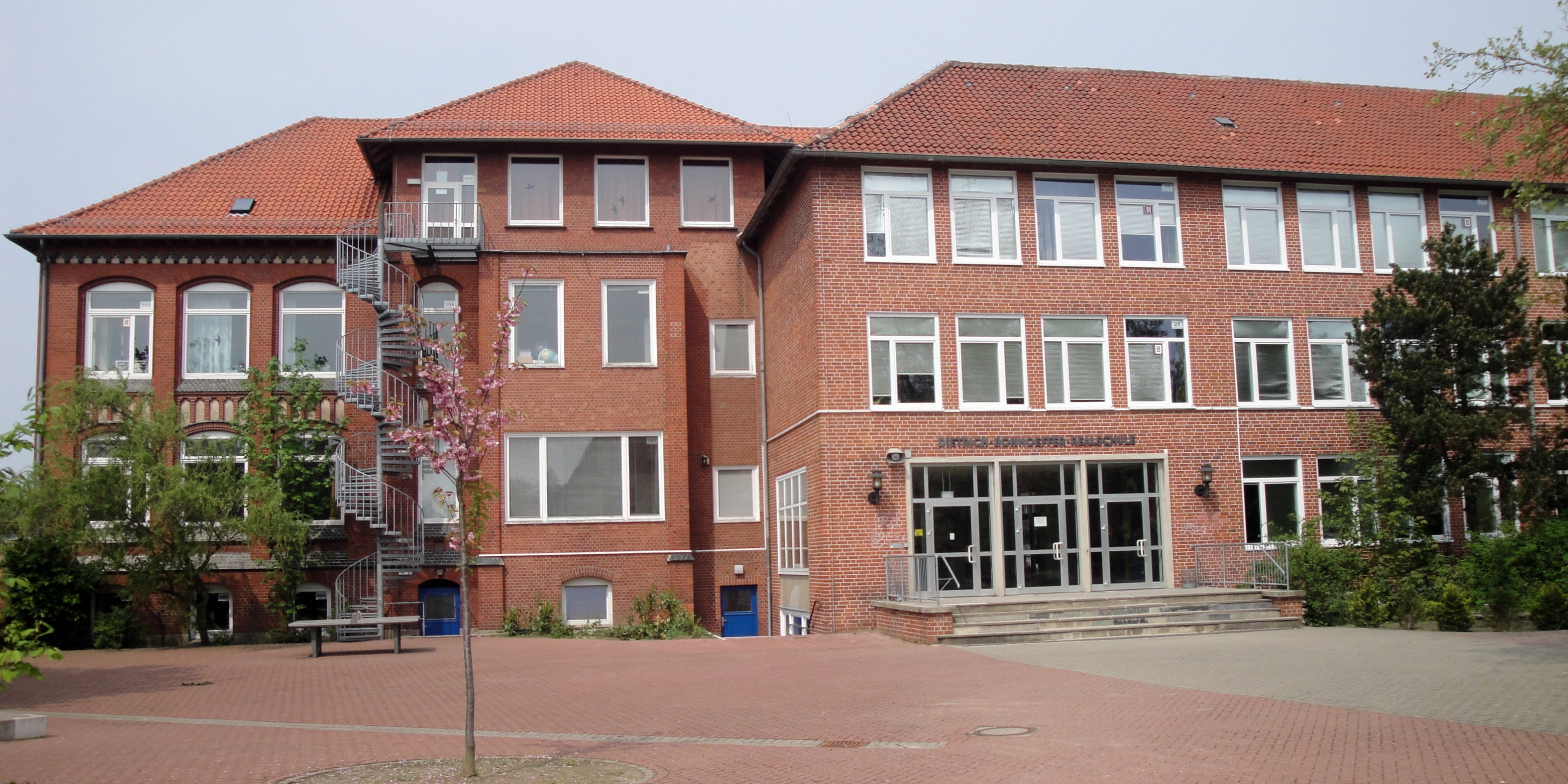
Dietrich-Bonhoeffer-Realschule

Realschulen
- Dietrich-Bonhoeffer-Realschule
- Fritz-Reuter-Realschule

Gymnasien
- Humboldt-Gymnasium
- Otto-Hahn-Gymnasium

Gesamtschulen
- IGS Gifhorn

Förderschule
- Pestalozzischule

Berufsbildende Schulen
- Berufsbildende Schulen I
- Berufsbildende Schulen II

Musikschule
- Kreismusikschule

## Persönlichkeiten

### Söhne und Töchter der Stadt
- Heinrich Decimator (um 1544–nach 1615), Geistlicher, Verfasser eines Universalwörterbuchs (1. Auflage 1580: Deutsch, Lateinisch und Griechisch, später kamen noch Hebräisch und Französisch hinzu, insgesamt über 20 Auflagen)
- Georg Crusen (1867–1949), Jurist
- Arnold Trumpf (1892–1985), Funktionär im landwirtschaftlichen Genossenschaftswesen, Mitglied der NSDAP und Oberführer der SS, zuletzt 1934–1945 Präsident des Reichsverbandes der deutschen landwirtschaftlichen Genossenschaften[47]
- Robert Gottschalk (1906–1967), Maler
- Fritz Baltruweit (* 1955), lutherischer Pfarrer, Liedermacher (Neue Geistliche Lieder)
- Sighard Neckel (* 1956), Soziologe
- HD Seibt (* 1956), Maler
- Ingrid Pahlmann (* 1957), Politikerin (CDU), Mitglied des Deutschen Bundestages
- Thorsten Heins (* 1957), Manager
- Frank Jankowski (* 1963), Autor und Künstler
- Stefan Marzischewski-Drewes (* 1966), Radiologe und Politiker (AfD)
- Ines Katenhusen (* 1966), deutsche Historikerin, Autorin und Herausgeberin
- Thorsten Nickel (* 1966), Schauspieler und Kampfsportler
- Ulrike Täck (* 1968), Ingenieurin und Politikerin (Bündnis 90/Die Grünen)
- Stefan Bäumann (* 1970), Behindertensportler
- Kriss Rudolph (* 1971), Autor und Journalist
- Matthias Nerlich (* 1972), Politiker (CDU), Bürgermeister
- Anna Montanaro (* 1973), Musicaldarstellerin und Schauspielerin
- Kay-Sölve Richter (* 1974), Journalistin und Nachrichtensprecherin
- Marc-Oliver Schuster (* 1974), Autor, Moderator und Slampoet
- Marc Halupczok (* 1975), Schriftsteller und Journalist
- MC Fitti (* 1976), Rapper
- Christian Karl Frey (* 1977), Historiker
- Katharina Marie Schubert (* 1977), Theater- und Filmschauspielerin
- Tina Gerts (* 1978), Politikerin (Bündnis 90/Die Grünen)
- Thordies Hanisch (* 1979), Politikerin (SPD), MdL
- René Oltmanns (* 1979), Schauspieler
- Franziska Schubert (* 1979), Schauspielerin
- Alexander Kerlin (* 1980), Dramaturg und Autor
- Oliver Graf (* 1981), Kulturmanager und Schauspieler
- Sabrina Janesch (* 1985), Schriftstellerin
- Annekatrin Lillie (* 1986), Badmintonspielerin
- Dierk Peters (* 1986), Jazzmusiker
- Fabian Klos (* 1987), Fußballspieler
- André Breitbarth (* 1990), Judoka
- Senta-Sofia Delliponti (* 1990), Schauspielerin und Sängerin
- Marcel Bär (* 1992), Fußballspieler
- Bjarne Thoelke (* 1992), Fußballspieler
- Antonia Stautz (* 1993), Volleyballspielerin
- Charlotte Klasen (* 1995), Tennisspielerin
- Johanna Tietge (* 1996), Fußballspielerin
- Katharina Horn (* 1998), Politikerin (Bündnis 90/Die Grünen)

### Weitere Persönlichkeiten, die mit der Stadt in Verbindung stehen
- Kurt Oskar Buchner (1912–1994), Schriftsteller, Kinderbuchautor, lebte lange in Gifhorn
- Horst Wrobel (1935–2022), Museumsgründer, Mühlensammler und Designer
- Bernward Vesper (1938–1971), Schriftsteller, legte in Gifhorn sein Abitur ab und beschrieb die Zeit in seinem Hauptwerk Die Reise
- Werner Kieselbach (alias Kai Lindman; 1949–2021), Lehrer, Journalist, Verleger, Notaphilist und Gifhorner Hut-Träger
- Vitali Boot (* 1972), ehemaliger Amateurboxer
- Steffen Hannich (* 1994), Crosslauf-Sommerbiathlet und Langstreckenläufer

## Sonstiges

### Zickenstadt

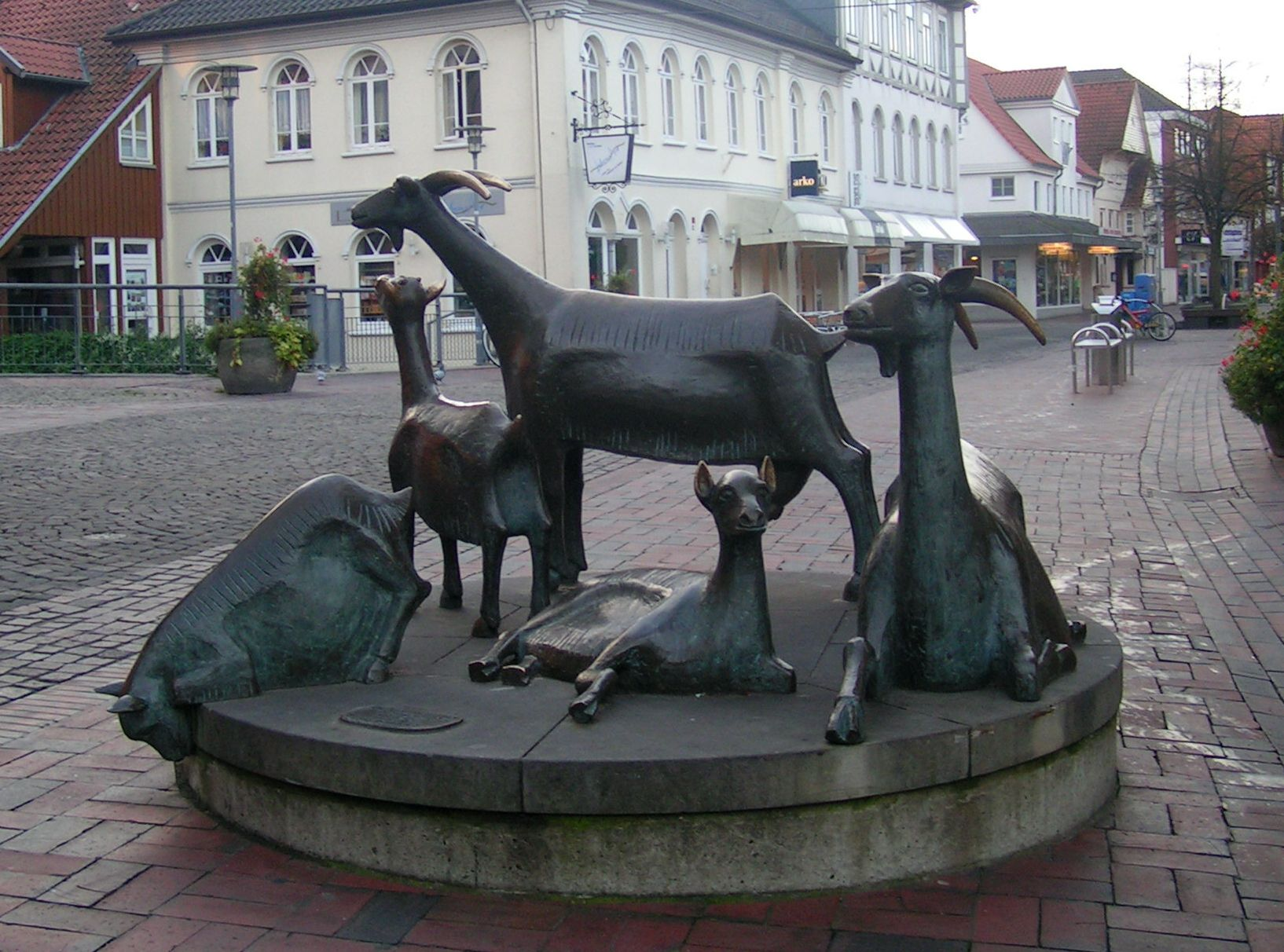
Das Zickendenkmal in der Fußgängerzone

Die Bewohner umliegender Gemeinden bezeichneten Gifhorn in der Vergangenheit abfällig als Zickenstadt. Eine Ziege als Kuh des kleinen Mannes konnten sich seinerzeit auch die ärmeren Stadtbewohner leisten, so dass die Ziegenpopulation in Gifhorn vergleichsweise stärker war als in den umliegenden Bauerngemeinden.
Die Gifhorner Stadtwerbung münzte den Ausdruck Zickenstadt in einen positiven Begriff um und benutzte ihn einige Jahre lang für die Tourismuswerbung. Eine Ziege als Logo der Stadt wurde entworfen, und in der Gifhorner Innenstadt wurde ein Zickendenkmal enthüllt. Während Bezüge zur Zickenstadt auch heute noch gelegentlich zu finden sind, beispielsweise der Zickenaugust als Maskottchen des alljährlichen Altstadtfests, musste sie in der Werbung dem Begriff Mühlenstadt sowie einem entsprechenden Logo weichen.